# Clisson
Pour les articles homonymes, voir Clisson (homonymie).
Clisson est une commune de l'Ouest de la France, située dans le département de la Loire-Atlantique, en région Pays de la Loire, entre Nantes, Cholet et La Roche-sur-Yon, à la limite du Maine-et-Loire et de la Vendée.
Comptant 7 459 habitants en 2022  Clisson est au centre d'une unité urbaine (agglomération) incluant trois communes limitrophes et totalisant 18 138 habitants en 2014.
Au Moyen Âge, Clisson faisait partie du duché de Bretagne et était avec son château la clé de voûte de la défense des marches de Bretagne face au Poitou et à l'Anjou.
La ville est aussi connue comme Clisson l'italienne en raison de son architecture de style italianisant inspirée de modèles ruraux d'Italie centrale (Ombrie, Latium et Toscane) et de l'aspect paysager de la ville, composé par un artiste du début du  XIXe siècle, François-Frédéric Lemot.
Plus récemment, la ville a atteint une notoriété internationale grâce au festival de musiques extrêmes Hellfest, qui y est organisé chaque année depuis 2006.

## Géographie

### Situation

Situation de la commune de Clisson dans le département de la Loire-Atlantique.

Située à la limite sud-est du pays du Vignoble nantais, Clisson se trouve dans la vallée de la Sèvre nantaise, à 25 km au sud-est de Nantes, 15 km au nord de Montaigu et 35 km à l'ouest de Cholet.

### Communes limitrophes
Les communes limitrophes par département sont :
- en Loire-Atlantique : Gétigné, Mouzillon, Gorges et Saint-Hilaire-de-Clisson ;
- en Vendée : Cugand ;
- en Maine-et-Loire : Sèvremoine.

### Hydrographie
La commune se trouvant à la confluence de la Sèvre nantaise et de la Moine, elle a été victime à plusieurs reprises de fortes crues tout d'abord en 1960 et surtout en 1983 qui a vu tout le bas de la ville submergé par la Sèvre.

### Climat
Pour des articles plus généraux, voir Climat des Pays de la Loire et Climat de la Loire-Atlantique.
En 2010, le climat de la commune est de type climat océanique franc, selon une étude du CNRS s'appuyant sur une série de données couvrant la période 1971-2000. En 2020, Météo-France publie une typologie des climats de la France métropolitaine dans laquelle la commune est exposée à un climat océanique et est dans la région climatique  Bretagne orientale et méridionale, Pays nantais, Vendée, caractérisée par une faible pluviométrie en été et une bonne insolation.
Pour la période 1971-2000, la température annuelle moyenne est de 11,8 °C, avec une amplitude thermique annuelle de 14 °C. Le cumul annuel moyen de précipitations est de 810 mm, avec 12,5 jours de précipitations en janvier et 6,2 jours en juillet. Pour la période 1991-2020, la température moyenne annuelle observée sur la station météorologique de Météo-France la plus proche, « Haie-Fouassière », sur la commune de La Haie-Fouassière à 12 km à vol d'oiseau, est de 12,8 °C et le cumul annuel moyen de précipitations est de 858,5 mm,. Pour l'avenir, les paramètres climatiques de la commune estimés pour 2050 selon différents scénarios d'émission de gaz à effet de serre sont consultables sur un site dédié publié par Météo-France en novembre 2022.

## Urbanisme

### Typologie
Au 1er janvier 2024, Clisson est catégorisée petite ville, selon la nouvelle grille communale de densité à sept niveaux définie par l'Insee en 2022.
Elle appartient à l'unité urbaine de Clisson, une agglomération inter-départementale regroupant quatre  communes, dont elle est ville-centre,,. Par ailleurs la commune fait partie de l'aire d'attraction de Nantes, dont elle est une commune de la couronne,. Cette aire, qui regroupe 116 communes, est catégorisée dans les aires de 700 000 habitants ou plus (hors Paris),.

### Occupation des sols
L'occupation des sols de la commune, telle qu'elle ressort de la base de données européenne d'occupation biophysique des sols Corine Land Cover (CLC), est marquée par l'importance des territoires agricoles (65,8 % en 2018), en diminution par rapport à 1990 (74,9 %). La répartition détaillée en 2018 est la suivante : 
cultures permanentes (25 %), zones urbanisées (22,7 %), prairies (20,3 %), zones agricoles hétérogènes (17,6 %), zones industrielles ou commerciales et réseaux de communication (7 %), espaces verts artificialisés, non agricoles (4 %), terres arables (2,8 %), forêts (0,6 %). L'évolution de l'occupation des sols de la commune et de ses infrastructures peut être observée sur les différentes représentations cartographiques du territoire : la carte de Cassini (XVIIIe siècle), la carte d'état-major (1820-1866) et les cartes ou photos aériennes de l'IGN pour la période actuelle (1950 à aujourd'hui).

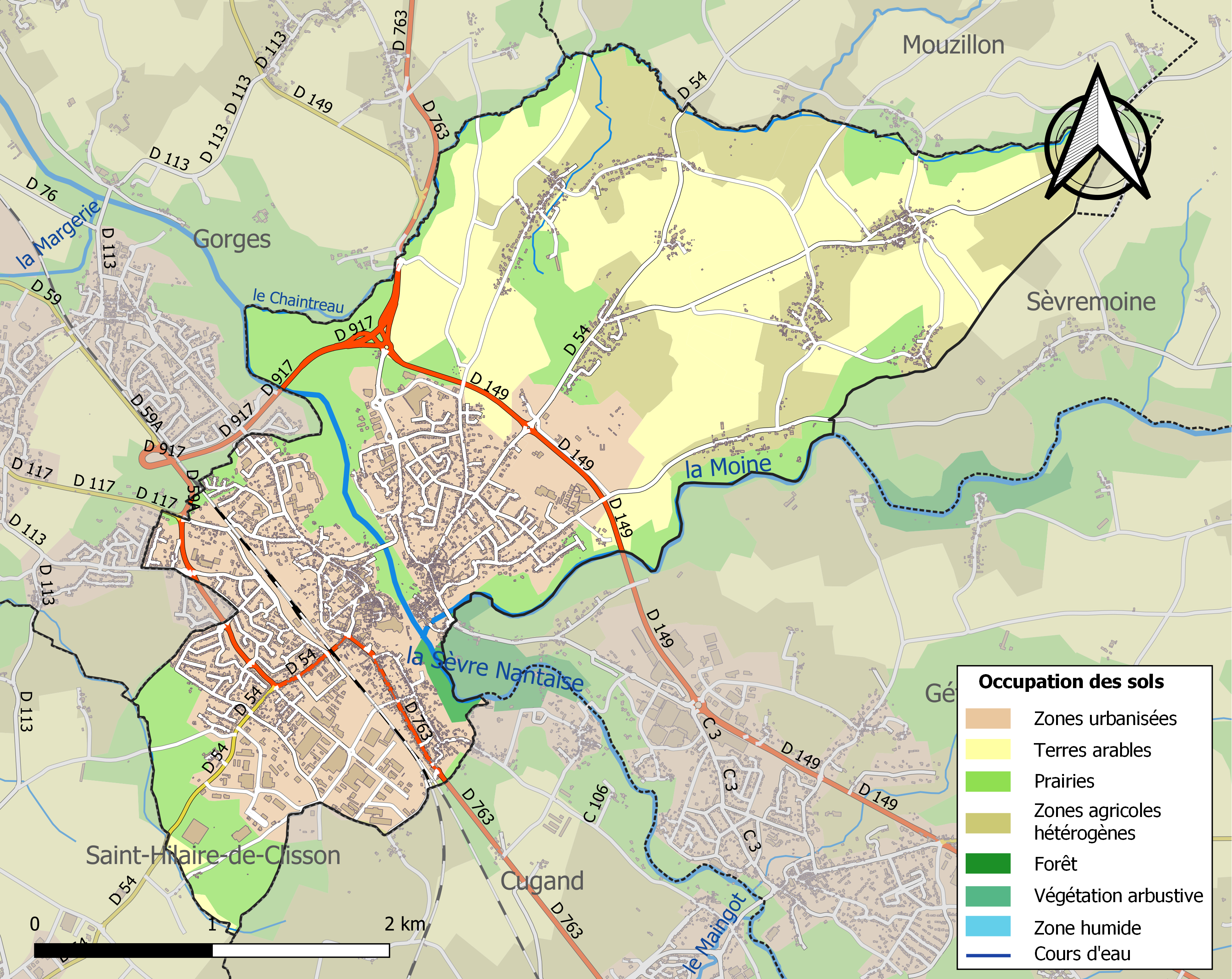
Carte des infrastructures et de l'occupation des sols de la commune en 2018 (CLC).

## Toponymie
Les formes attestées les plus anciennes sont Clizun en 1075 et Clicio en 1152.
Le nom de Clisson serait issu :
- soit du celtique (gaulois) [*cleta] (clôture) qui a donné clisse, éclisse en français (« claie d'osier tressée ») dans le sens de plessis[14] qui évoquerait un enclos entouré de haies entrelacées, suivi du suffixe gaulois et latin -onem, indiquant une présence. Cependant, ce mot n'est pas attesté en français avant le XIIe siècle[15] ;
- soit du celtique (gaulois) *klesiodunon qui se traduit par « forteresse des glaives »[16]. Or, glaive se disait *cladio en gaulois, terme qui remonte, comme le breton kleze(ñv), au celtique commun *cladiio[17] ;
- soit de Cliccius, nom latin porté par un personnage local, avec le suffixe -onem[18]. Le même anthroponyme se retrouverait dans Clécy (Calvados, Cliciacum IXe siècle)[18].

Clisson, située sur la limite entre le gallo et le poitevin, possède un nom en gallo, écrit Cllisson en écriture ABCD, Cliçon et Qiisson selon l'écriture MOGA ou Cliczon selon l'écriture ELG. Deux prononciations ont été relevées : [klisɔ̃] ou [kjisɔ̃].
La forme bretonne proposée par l'Office Public de la Langue Bretonne est Klison et se prononce [klisɔ̃n]. Le breton n'était pas traditionnellement parlé dans la commune.

## Histoire

### Antiquité
Pendant l'Antiquité, Clisson se situe dans le pays des Pictons dans l'Aquitaine seconde.

### Moyen Âge

#### Intégration au duché de Bretagne

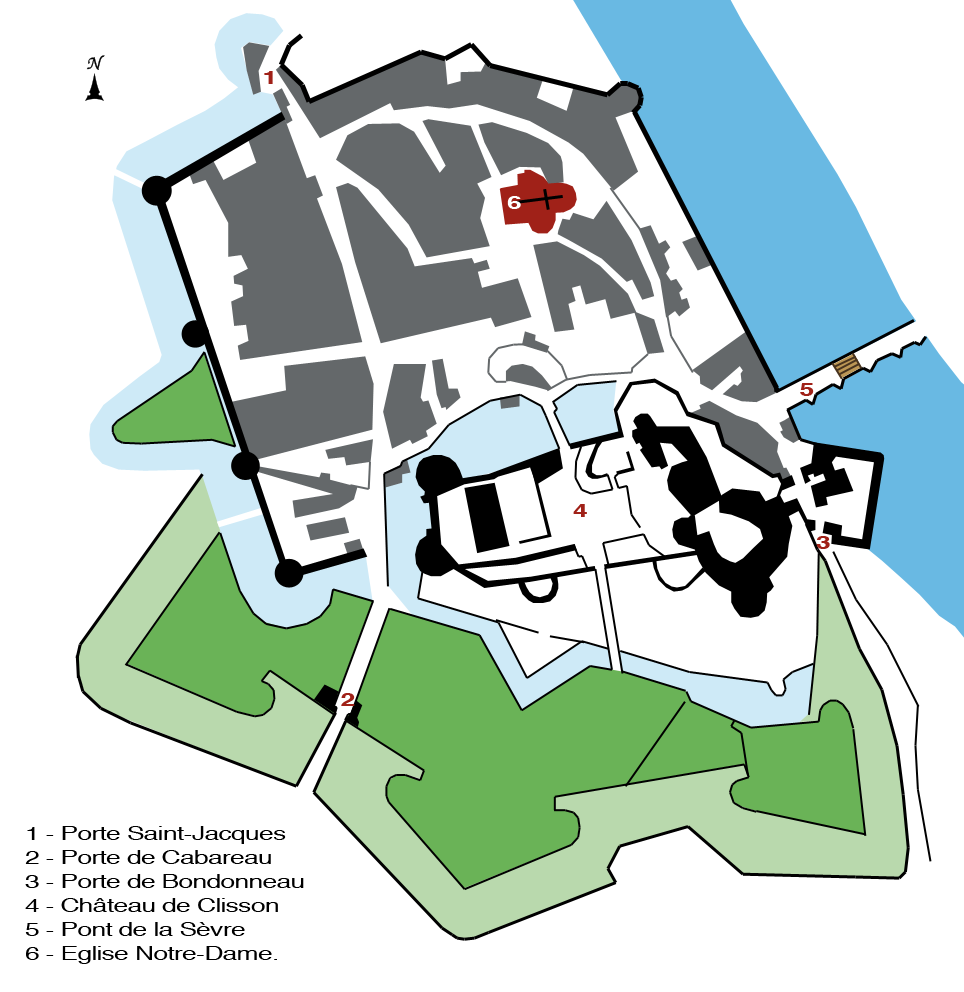
Clisson intramuros au XVe siècle.

La vallée de Clisson fait partie de l'ancien comté d'Herbauges. Elle est cédée en 942 par le comte de Poitiers Guillaume Tête d'Étoupe au duc Alain Barbetorte. La vallée de Clisson se structure au cours du XIIe siècle autour du château de Clisson, dont la construction est entamée sous Guillaume de Clisson sur un éperon rocheux dominant la Sèvre, et se poursuit grâce à ses seigneurs successifs, dont le fameux Olivier V de Clisson, connétable de France.

#### Guerre de succession et guerre de Cent Ans

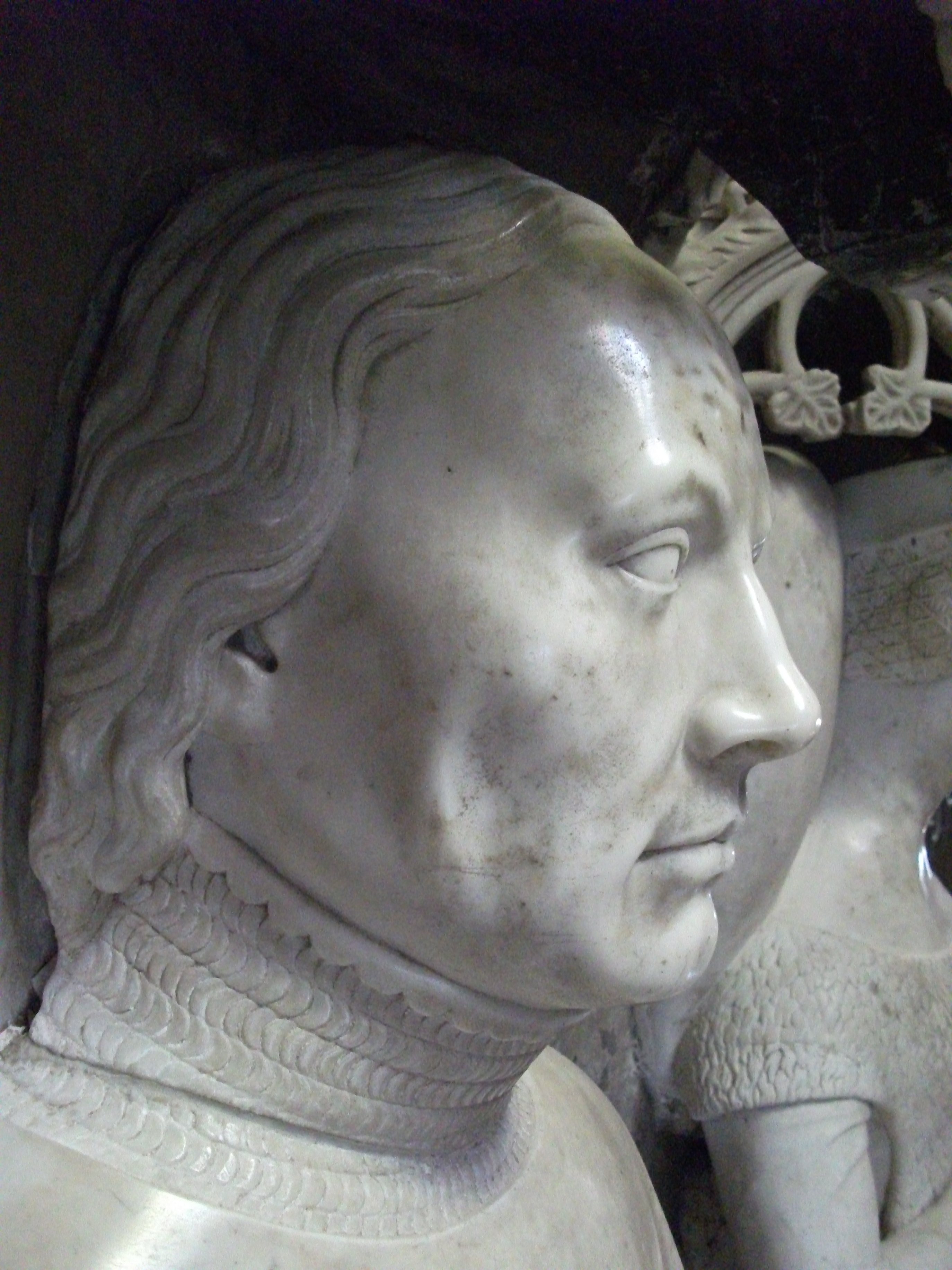
Olivier V de Clisson.

L'épisode de la guerre de Succession de Bretagne voit Olivier IV de Clisson et son frère Amaury soutenir chacun leur prétendant pour la succession au trône ducal de Bretagne. Olivier IV est décapité aux halles de Paris après avoir été accusé d'avoir intrigué avec Édouard III d'Angleterre. Pendant la guerre de Cent Ans, son fils Olivier V de Clisson est un des personnages clés de ce conflit. Il est connu pour ses multiples retournements et sa bravoure militaire. Sa fille, Marguerite de Clisson, dite Margot, est une grande intrigante. En mai 1420, l'ambitieuse comtesse de Penthièvre tend un piège au duc Jean V et à son frère le Richard, comte d'Étampes, et les fait prisonniers au château de Champtoceaux. À la suite d'un soulèvement elle est obligée de rendre la liberté à son suzerain, ses biens sont confisqués, et Clisson devient l'apanage de Richard d'Étampes, passant ainsi sous le contrôle de la maison de Bretagne.
La vallée de Clisson est alors composée d'une quinzaine de paroisses, de petites seigneuries, dont celles de Gétigné et de Monnières, et de nombreuses implantations religieuses (templiers, bénédictins, cordeliers). En 1433, Le duc François II de Bretagne (père d'Anne de Bretagne) naît au château. La vallée bénéficie à cette époque d'une position frontalière qui l'exempte des taxes sur les marchandises. La vallée devient une région d'échanges importante. La force hydraulique des rivières de la Sèvre et de la Moine est un atout supplémentaire. On compte 14 tanneries pour le cuir, une petite manufacture d'amidon et 6 moulins à papier.

### Les seigneurs de Clisson
- Vers 1038 :  Guy de Clisson
- Vers 1043 :  Bernard de Clisson, sans doute apparenté au précédent
- De 1061 à 1080 :  Baudry de Clisson (????-1080), sans doute apparenté au précédent
- De 1081 à 1112 :  Gaudin Ier de Clisson (????-1112), fils du précédent
- De 1125 à 1132 :  Giraud de Clisson (????-1132), fils du précédent
- De ???? à ???? :  Gaudin II de Clisson, fils du précédent
- Vers 1189 :  Aimery de Clisson (????-????), frère du précédent
- De 1180 à 1204 :  Gaudin III de Clisson (????-1204), neveu du précédent, fils de Gaudin II de Clisson
- De ???? à avant 1225 :  Guillaume de Clisson « le Jeune » (1175-????), fils du précédent
- De avant 1225 à 1262 :  Olivier Ier de Clisson « le Vieil » (1205-1262), fils du précédent
- De avant 1262 à 1307 :  Olivier II de Clisson « le Jeune » (1236-1307), fils du précédent
- De 1307 à 1320 :  Olivier III de Clisson (1264-1343), fils du précédent
- De 1320 à 1343 :  Olivier IV de Clisson (1300-1343), fils du précédent
- De 1343 à 1407 :  Olivier V de Clisson (1336-1407), fils du précédent
- De 1407 à 1420 :  Marguerite de Clisson « l'Intrépide » (1366-1441), fille du précédent
- De 1420 à 1438 :  Richard de Montfort dit « Richard d'Étampes » (1395-1438), par apanage
- De 1438 à 1481 :  François de Montfort dit « François II de Bretagne » (1435-1488), fils du précédent
- De 1481 à 1510 :  François de Montfort dit « François Ier d'Avaugour » (1462-1510), fils du précédent
- De 1510 à 1517 :  François II d'Avaugour (1493-1517), fils du précédent
- De 1517 à 1549 :  François III d'Avaugour (????-1549), fils du précédent
- De 1549 à 1598 :  Odet d'Avaugour (????-1598), frère du précédent
- De 1598 à 1608 :  Charles d'Avaugour (????-1608), fils du précédent
- De 1608 à 1637 :  Claude Ier d'Avaugour (1581-1637), fils du précédent
- De 1637 à 1669 :  Louis d'Avaugour (????-1669), fils du précédent
- De 1669 à 1699 :  Claude II d'Avaugour (1629-1699), frère du précédent
- De 1699 à 1734 :  Armand-François d'Avaugour (1682-1734), fils du précédent
- De 1734 à 1746 :  Henri-François d'Avaugour (1685-1746), frère du précédent
- De 1746 à 1787 :  Charles de Rohan-Soubise (1715-1787), cousin éloigné du précédent, arrière-arrière-arrière-petit-fils de Claude Ier d'Avaugour
- De 1787 à 1789 :  Victoire de Rohan (1743-1807), fille du précédent, épouse  Henri-Louis-Marie de Rohan (1745-1809), 'son cousin éloigné, arrière-arrière-arrière-arrière-petit-fils de Claude Ier d'Avaugour.

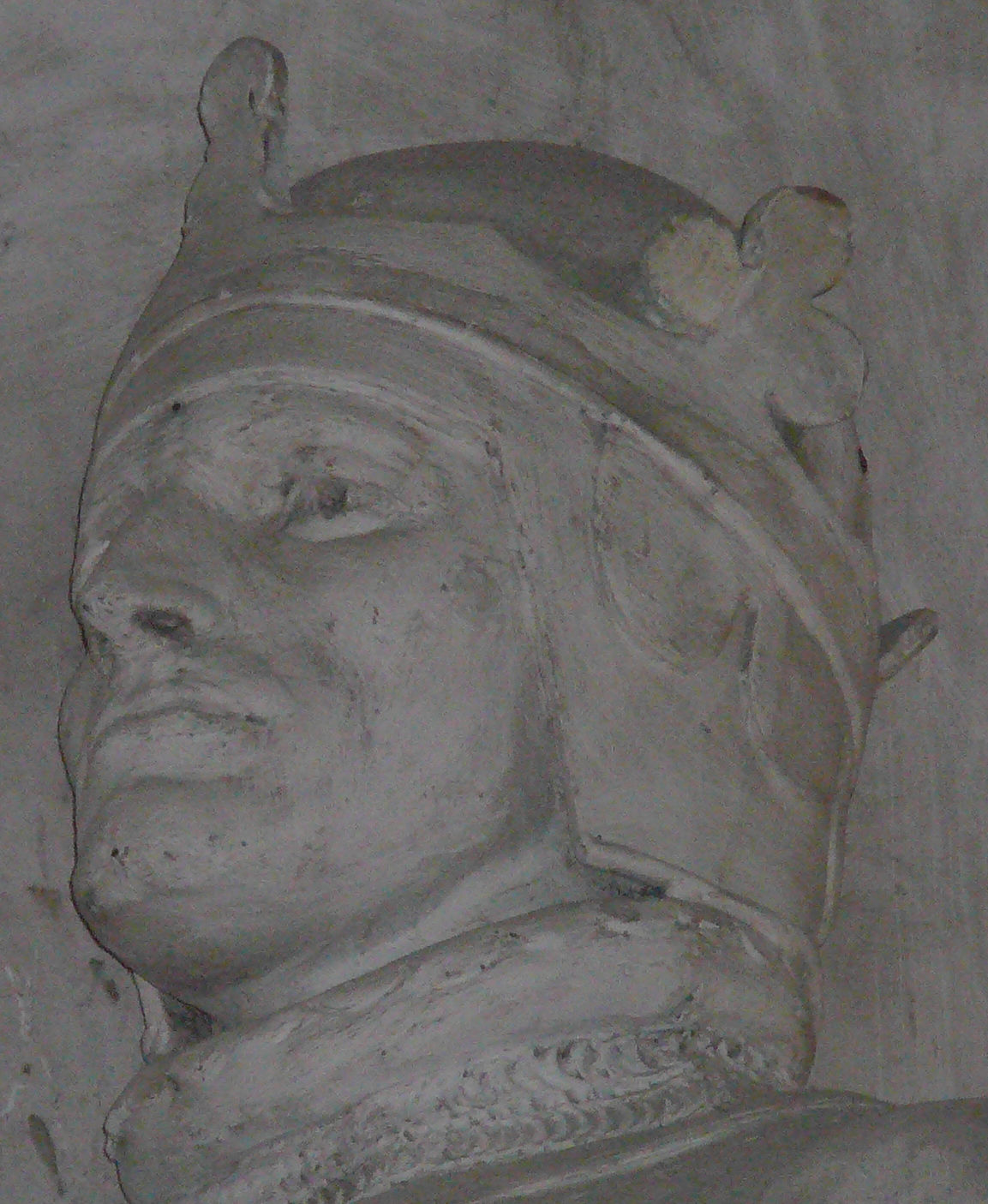
Olivier V de Clisson (1336-1407), seigneur de Clisson de 1343 à 1407.
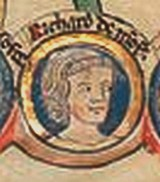
Richard d'Étampes (1395-1438), seigneur de Clisson de 1420 à 1438.
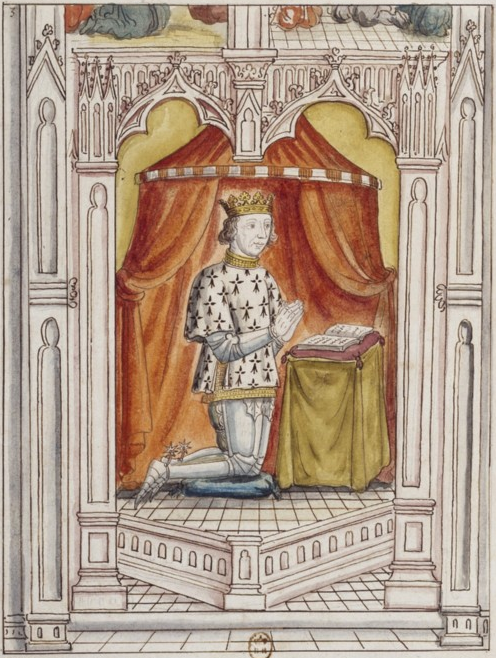
François II de Bretagne (1435-1488), seigneur de Clisson de 1438 à 1481.
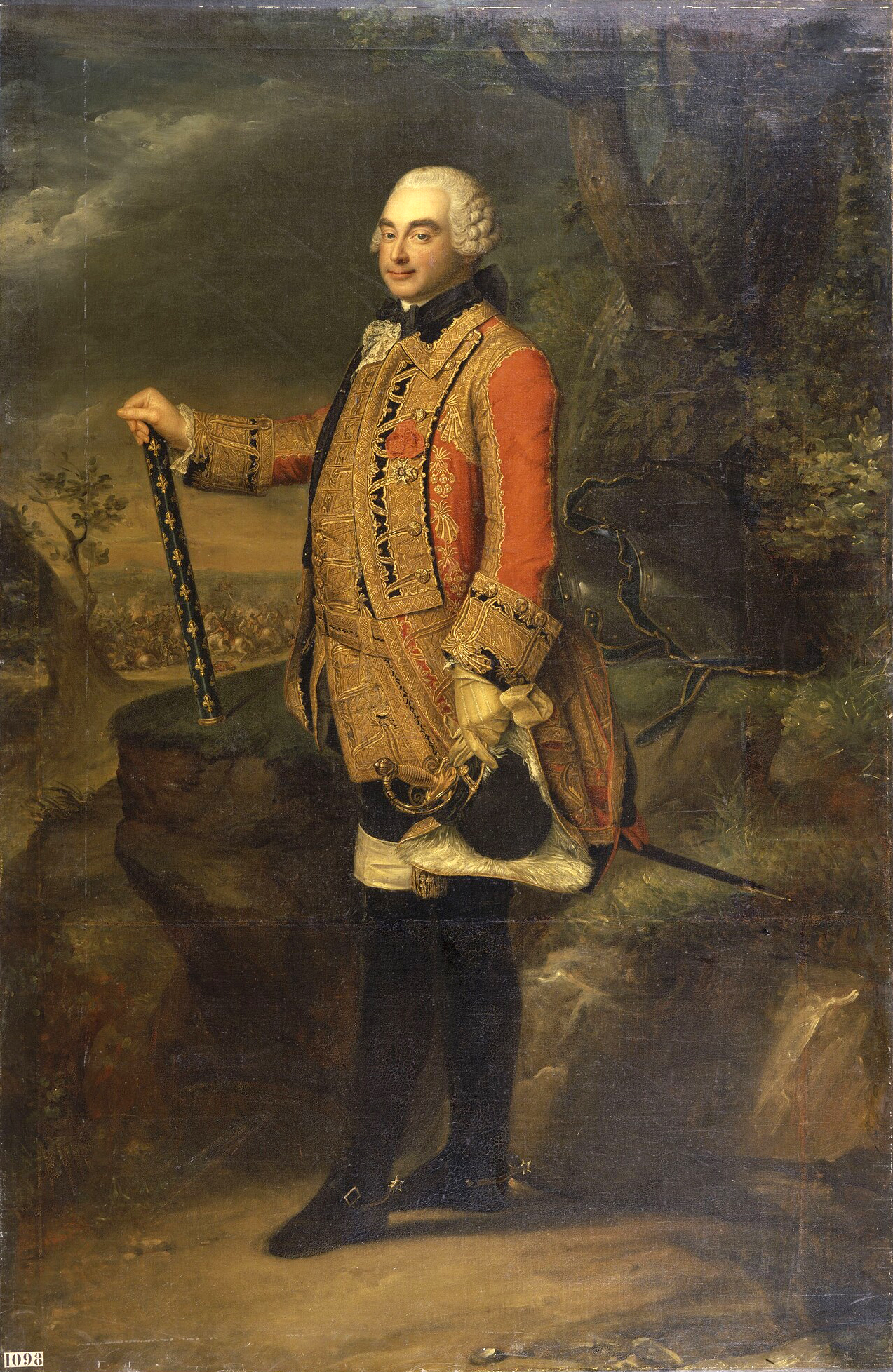
Charles de Rohan-Soubise (1715-1787), seigneur de Clisson de 1746 à 1787.

### XVIIIesiècle

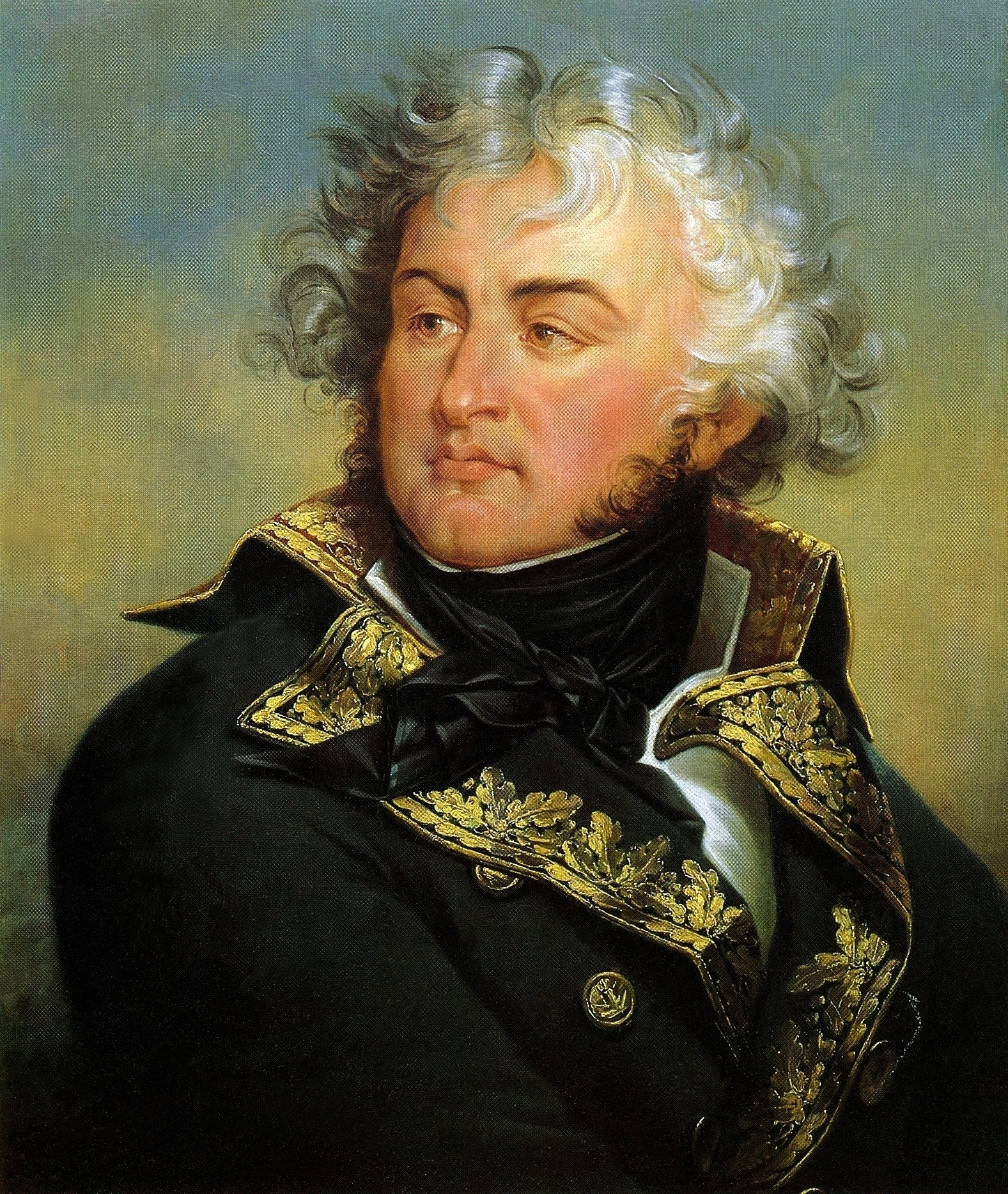
Jean-Baptiste Kléber.

Le « Grand Hiver » de 1709 est terrible pour Clisson, il gèle la vigne et le blé. En 1710, la crue de la Sèvre provoque l'inondation des bas-quartiers. Une autre crue désastreuse eut lieu en 1770. L'eau monta à 25 pieds (7,62 mètres) au-dessus de l'étiage de la rivière. Les épidémies de petite vérole et dysenterie firent aussi rage autour de 1780.
Elle fut chef-lieu de district de 1790 à 1795.
Pendant la Révolution française, lors des guerres de Vendée, la vallée de Clisson fut ravagée. Le 23 février 1793, la Convention décide la levée en masse de trois cent mille hommes. Clisson, comme beaucoup d'autres paroisses de la région ne se soumettent pas au recrutement. Le 10 mars 1793, l'insurrection commence dans le district de Clisson. Les Vendéens occupent Clisson le 15 mars. Le 18 mai, un détachement républicain entre dans la ville, commet un premier massacre et brûle des maisons. La comtesse de La Bouère évoque un soldat qui aurait fait fondre cent cinquante femme pour avoir leur graisse. Le 16 septembre, les Mayençais de Jean-Baptiste Kléber entrent dans Clisson. En évacuant plus tard la ville, ils mettent le feu au château et à un bon nombre de maisons. Le 24 janvier 1794, les colonnes infernales occupent Clisson, des massacres ont encore lieu. La ville est alors complètement détruite. Clisson resta déserte durant deux ans, ses habitants ayant fui ou ayant été massacrés.

### XIXesiècle
Chassés d'Italie par les émeutiers anti-républicains, deux frères d'origine nantaise, Pierre et François Cacault (respectivement artiste peintre et diplomate) rentrent en France et décident de s'installer à Clisson en 1798, subjugués par le charme de sa vallée. Fortement marqués par la culture et l'art Italiens, ils entreprennent la construction d'un musée école dans un style architectural  rural d'Italie centrale. Ami de François Cacault, François-Frédéric Lemot sculpteur officiel de Napoléon est invité à Clisson en 1805 pour l'inauguration du musée. Il acquiert tout d'abord la garenne du château (ancienne réserve de chasse des seigneurs de Clisson) juste après sa venue, puis le château lui-même en 1807. Il dit à propos de celui-ci :

« Affligé depuis longtemps de la destruction de presque tous nos édifices gothiques, je m'empressai d'acheter celui-ci, dans l'unique intention de conserver avec soin ce monument [...] »

Lemot le sculpteur est un artiste universel et il recompose comme un peintre dans son parc la Garenne une véritable peinture de paysage historique à l'échelle de la nature . Il va recomposer dans cet esprit tout le paysage de la ville alentour. Clisson et son paysage sont donc une réalisation artistique unique.
Le sculpteur pose un premier modèle d'architecture rurale inspiré de l'Italie centrale, dans son parc "La Maison du Jardinier". Celle ci possède principalement un style Ombrien flanqué d'un pavillon Toscan. Ce type d'architecture rurale est celle qui sert de motif dans les paysages historiques que Lemot affectionne particulièrement , ceux de Nicolas Poussin, qu'il mentionne dans sa correspondance avec Joseph Gautret , son régisseur. C'est aussi l'architecture que l'on trouve dans les peintures de paysage historique codifiées au XIX par le traité de Pierre Henri de Valenciennes : Éléments de perspective pratique, a l'usage des artistes, suivis de réflexions et conseils à un élève sur la peinture, et particulièrement sur le genre du paysage, Paris, Victor Desenne, J.-B.-M. Duprat, Jules-Louis-Melchior Porthmann, 1799. Celui-ci a semble-t-il joué un rôle dans l'aménagement du parc de la Garenne Lemot. Le style Italien développé dans ce parc va être dénommé "Style Rustique à L'Italienne" et va se diffuser très rapidement dans le vignoble nantais. La ressource existe (petites briques faite d'argile locale) la mise en œuvre en est très facile. Le traité de François-Léonard Seheult   Les Petites maisons d'Italie : recueil d'architecture dessiné et mesuré en Italie dans les années 1791 à 1793. Paris, Vincent Fréal, 1936 (1re éd. 1821) semble être la base de la reconstruction.
Le vignoble nantais va donc l'adopter pour reconstruire les dépendances viticoles, les bâtiments industriels et les petites maisons . Pour les belles demeures des grands domaines viticoles, c'est le style Neo Palladien qui viendra en complément de la reconstruction.
Courant XIXe, la vallée de Clisson compte de nombreuses tanneries, filatures, briqueteries, papeteries. Un viaduc est construit entre 1840 et 1841 pour enjamber la Moine sur l'axe Nantes - Poitiers. Avant la création de celui-ci, seul le petit pont gothique Saint Antoine desservait cette route.

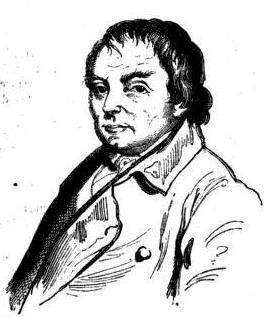
François Cacault.
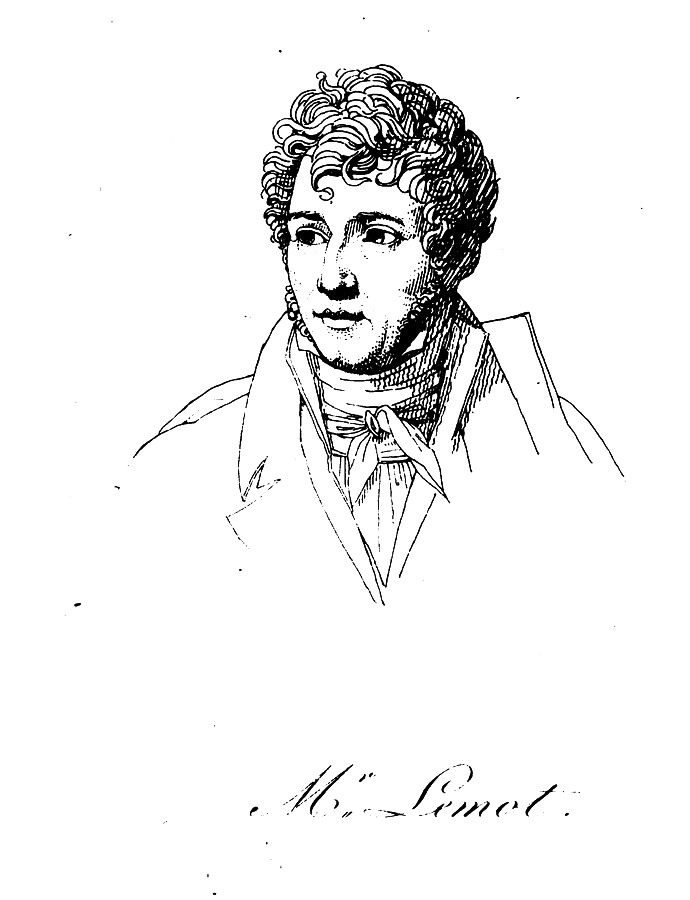
François-Frédéric Lemot.

### XXesiècle
Clisson subira d'importantes inondations en 1906, 1960 et 1983.

## Emblèmes

### Héraldique

Blason stylé avec ornements extérieurs et devise.

| Blason | Blasonnement : De gueules au lion d'argent, couronné, lampassé et armé d'or. Commentaires : D'après La France illustrée, 1882, de Victor Adolphe Malte-Brun. Brevet d'Hozier (1286). |

### Devise
La devise de Clisson : Pour ce qu'il me plest (devise d'Olivier Ier de Clisson, devise de la banderole sous le blason original d'Olivier IV de Clisson).

## Politique et administration

### Administration territoriale
Appartenant à l'arrondissement de Nantes, Clisson est le bureau centralisateur du canton homonyme.

### Administration municipale
Le nombre d'habitants au dernier recensement étant compris entre 5 000 et 9 999, le nombre de membres du conseil municipal est de 29. La mairie de Clisson se situe au 3, grande rue de la Trinité.

### Intercommunalité
La commune fait partie de la communauté d'agglomération Clisson Sèvre et Maine Agglo, dont elle abrite le siège.

### Jumelages
Clisson est jumelée avec :
- Klettgau (Allemagne) depuis 1976 ;
- Alatri (Italie) depuis 2001 ;
- Cowbridge (Royaume-Uni) depuis 1991.

## Population et société

### Démographie
Selon le classement établi par l'Insee, Clisson est une commune multipolarisée. Elle est le centre d'une unité urbaine et d'un bassin de vie. Elle fait partie de la zone d'emploi de Nantes. Toujours selon l'Insee, en 2010, la répartition de la population sur le territoire de la commune était considérée comme « intermédiaire » : 82 % des habitants résidaient dans des zones « intermédiaires » et 18 % dans des zones « peu denses ».

#### Évolution démographique
L'évolution du nombre d'habitants est connue à travers les recensements de la population effectués dans la commune depuis 1793. Pour les communes de moins de 10 000 habitants, une enquête de recensement portant sur toute la population est réalisée tous les cinq ans, les populations de référence des années intermédiaires étant quant à elles estimées par interpolation ou extrapolation. Pour la commune, le premier recensement exhaustif entrant dans le cadre du nouveau dispositif a été réalisé en 2007.

En 2022, la commune comptait 7 459 habitants, en évolution de +6,03 % par rapport à 2016 (Loire-Atlantique : +6,68 %, France hors Mayotte : +2,11 %).
| 1793  | 1800  | 1806  | 1821  | 1831  | 1836  | 1841  | 1846  | 1851  |
| ----- | ----- | ----- | ----- | ----- | ----- | ----- | ----- | ----- |
| 3 144 | 1 178 | 2 208 | 2 066 | 2 432 | 2 563 | 2 759 | 2 852 | 2 748 |

| 1856  | 1861  | 1866  | 1872  | 1876  | 1881  | 1886  | 1891  | 1896  |
| ----- | ----- | ----- | ----- | ----- | ----- | ----- | ----- | ----- |
| 2 808 | 2 829 | 2 830 | 2 812 | 2 826 | 2 900 | 2 937 | 2 916 | 2 904 |

| 1901  | 1906  | 1911  | 1921  | 1926  | 1931  | 1936  | 1946  | 1954  |
| ----- | ----- | ----- | ----- | ----- | ----- | ----- | ----- | ----- |
| 2 820 | 2 790 | 2 760 | 2 765 | 2 777 | 2 770 | 3 051 | 3 185 | 3 447 |

| 1962  | 1968  | 1975  | 1982  | 1990  | 1999  | 2006  | 2007  | 2012  |
| ----- | ----- | ----- | ----- | ----- | ----- | ----- | ----- | ----- |
| 3 719 | 4 179 | 4 537 | 4 959 | 5 495 | 5 932 | 6 600 | 6 691 | 6 633 |

| 2017  | 2022  | - | - | - | - | - | - | - |
| ----- | ----- | - | - | - | - | - | - | - |
| 7 187 | 7 459 | - | - | - | - | - | - | - |

#### Pyramide des âges
La population de la commune est relativement jeune.
En 2018, le taux de personnes d'un âge inférieur à 30 ans s'élève à 33,2 %, soit en dessous de la moyenne départementale (37,3 %). À l'inverse, le taux de personnes d'âge supérieur à 60 ans est de 27,0 % la même année, alors qu'il est de 23,8 % au niveau départemental.
En 2018, la commune comptait 3 509 hommes pour 3 890 femmes, soit un taux de 52,57 % de femmes, légèrement supérieur au taux départemental (51,42 %).
Les pyramides des âges de la commune et du département s'établissent comme suit.
| Hommes | Classe d’âge | Femmes |
| ------ | ------------ | ------ |
| 0,6    | 90 ou +      | 1,7    |
| 7,7    | 75-89 ans    | 10,1   |
| 15,8   | 60-74 ans    | 17,9   |
| 20,9   | 45-59 ans    | 20,9   |
| 19,5   | 30-44 ans    | 18,2   |
| 16,2   | 15-29 ans    | 14,4   |
| 19,3   | 0-14 ans     | 16,7   |

| Hommes | Classe d’âge | Femmes |
| ------ | ------------ | ------ |
| 0,6    | 90 ou +      | 1,8    |
| 6      | 75-89 ans    | 8,6    |
| 15,1   | 60-74 ans    | 16,4   |
| 19,4   | 45-59 ans    | 18,8   |
| 20,1   | 30-44 ans    | 19,3   |
| 19,2   | 15-29 ans    | 17,4   |
| 19,5   | 0-14 ans     | 17,6   |

## Économie
Clisson fait partie de l'antenne de la chambre de commerce et d'industrie de Nantes et de Saint-Nazaire et de Clisson Sèvre et Maine Agglo.
Clisson dispose de deux parcs d'activités :
- parc d'activités de Câlin ;
- parc d'activités de Tabari.

On y trouve une activité viticole avec la production de Muscadet (Muscadet-sèvre-et-maine (AOC)).

## Transports

### Route

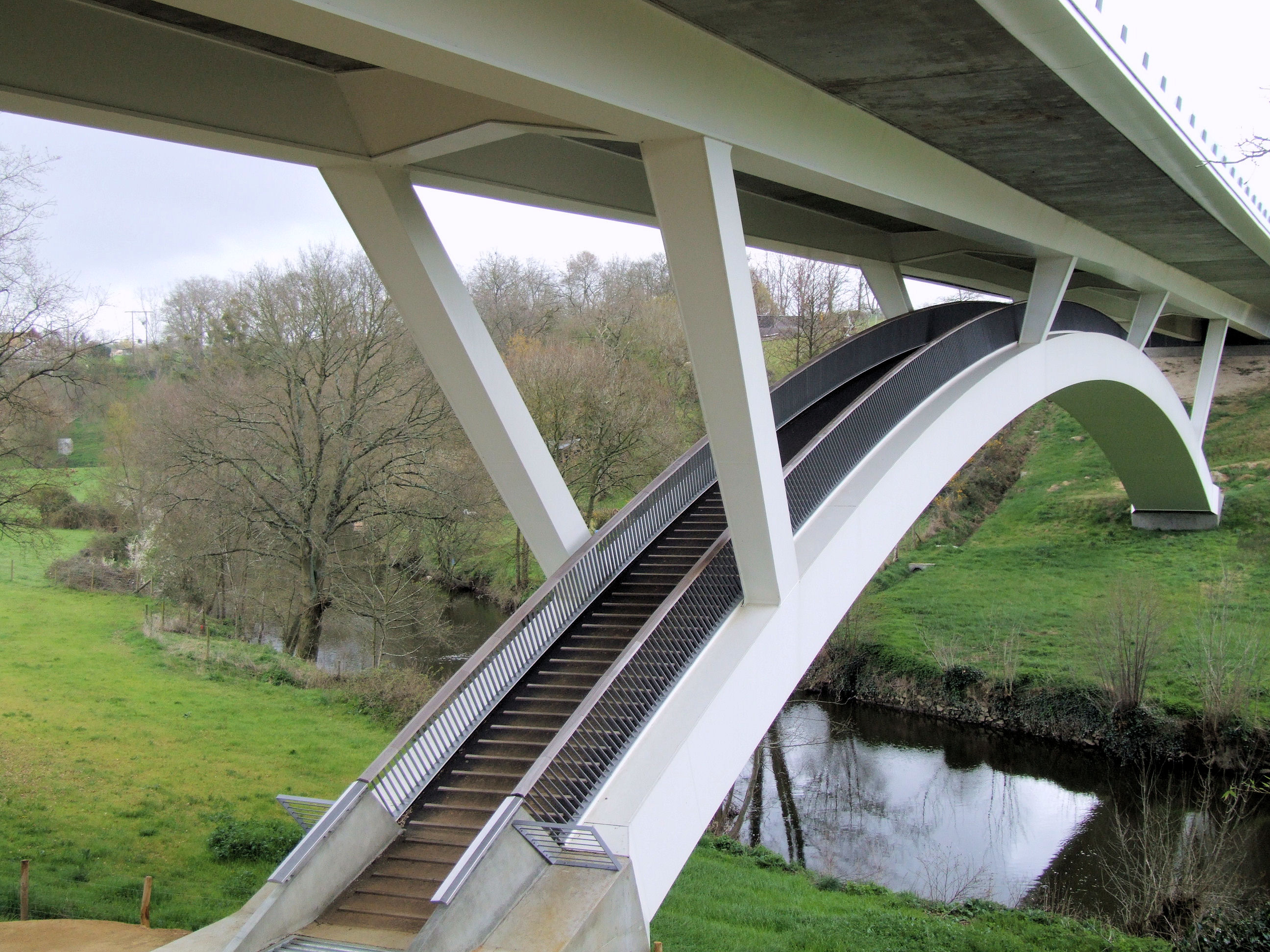
Contournement de Clisson par la RD 149 - Franchissement de la Moine.

Clisson est traversée dans le sens nord-sud par la route départementale RD 763 entre Gorges et Cugand. Une route de contournement de Clisson a été réalisée avec le franchissement de la Sèvre Nantaise par la RD 917 et de la Moine par la RD149.

### Chemin de fer

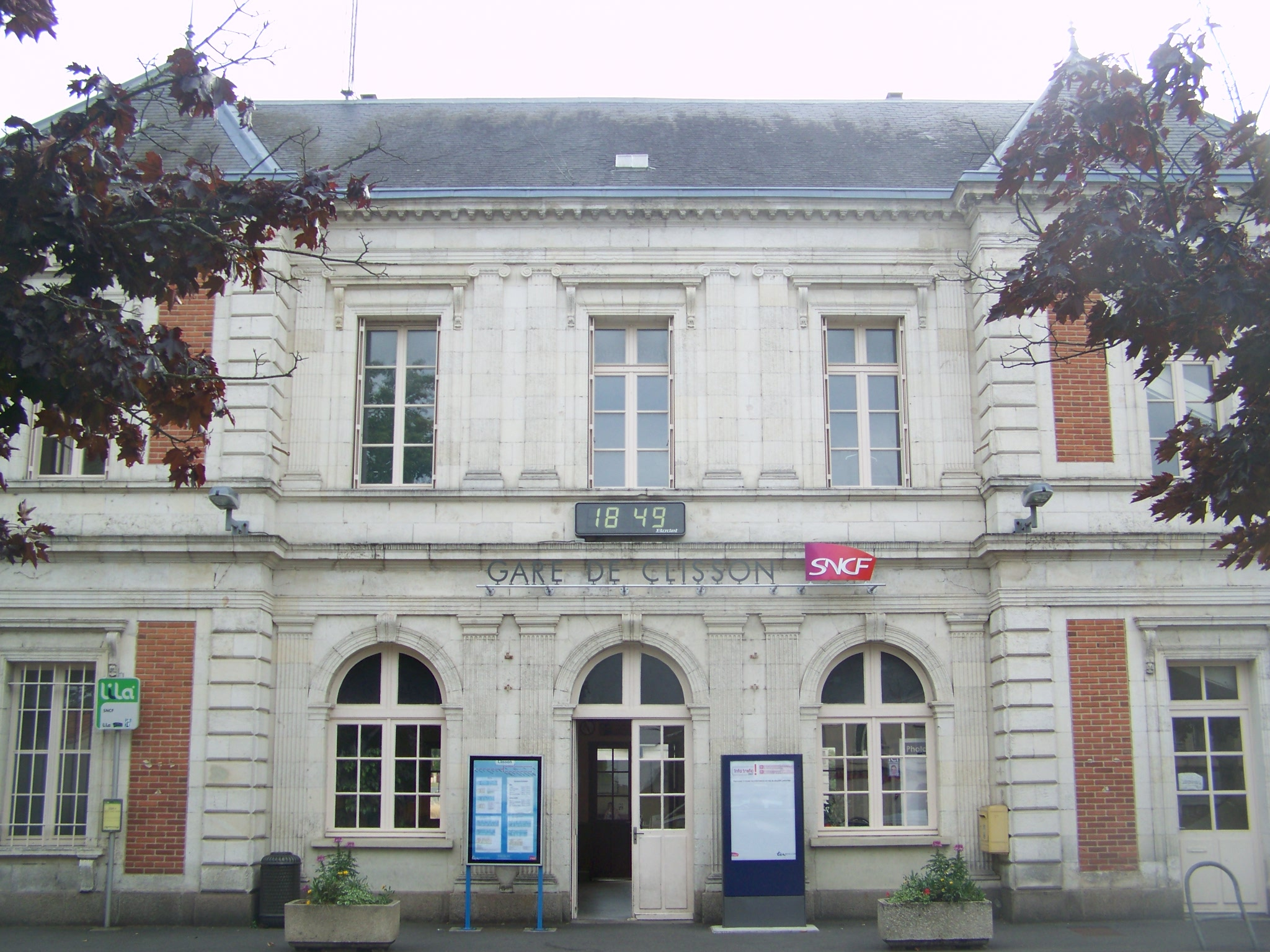
La gare de Clisson.

La gare de Clisson est l'une des premières gares régionales desservie par les TER Pays de la Loire. Elle se trouve sur la Ligne Nantes - Saintes, dont le tronçon jusqu'à La Roche-sur-Yon vient d'être électrifié. Ces travaux ont permis la mise en place le 15 juin 2011 d'une liaison tram-train vers la « Cité des Ducs », qui était prévue depuis plusieurs années et qui a nécessité quelques aménagements supplémentaires (notamment la mise au gabarit des quais). 
La gare est également le point de départ de la ligne en direction de Cholet. Un réaménagement de la gare de Clisson a lieu de 2011 à 2014 pour créer un pôle d'échanges multimodal.

## Vie locale

### Enseignement

#### Écoles primaires
- École publique élémentaire Jacques-Prévert
- École privée Sainte-Famille

#### Collèges et lycées
- Collège public Cacault
- Collège privé Immaculée-Conception
- Collège public Rosa-Parks depuis 2015
- Lycée public Aimé-Césaire depuis septembre 2013

### Santé
Clisson possède un Pôle Santé regroupant cinq médecins généralistes et trois autres cabinets. On y trouve aussi la médecine du travail. Médecins spécialistes et professions paramédicales sont présents à Clisson (angiologue, chirurgiens-dentistes, dermatologues, gynécologue, infirmières, masseurs-kinésithérapeutes, ophtalmologiste, orthophonistes, pédiatre, pédicures-podologues, psychiatres, radiologues, laboratoire d'analyses médicales). Clisson dispose de deux pharmacies.

### Cultes
La paroisse catholique Sainte Marie Du Val De Sèvre regroupe les communautés de Boussay, Clisson, Gétigné, Gorges, Saint Hilaire de Clisson, Monnières et Saint Lumine de Clisson. Il existe, à Clisson, deux lieux de culte :
- l'église Notre-Dame, principale église du bourg ;
- l'église de la Trinité.

### Écologie et recyclage
La commune possède une déchèterie. La station de traitement des eaux usées se trouve sur la commune de Gorges.

### Les associations à Clisson
- Association intercommunale d'animations et de loisirs pour les jeunes[44]
- Cercle celtique Olivier de Clisson
- École de musique intercommunale Clisson - Maisdon-sur-Sèvre[45]
- Qui Nous Aime Nous Suive (QNANS), l'association LGBTQIA+ du Vignoble Nantais

### Sports
Les clubs et associations sportives de Clisson sont regroupés et fédérés par l'Office municipal des sports.

#### Les infrastructures
- Un centre aquatique « Aqua'val »
- Complexe sportif du Val de Moine avec des terrains pour activités diverses (football, rugby, multi-sports), une piste d'athlétisme, un pas de tir à l'arc, deux courts de tennis et un skatepark. Quatre salles pour activités intérieures (handball, basket-ball, tennis, badminton, tennis de table)
- Une base de canoë-kayak

#### Les Clubs
- Football : L'Étoile de Clisson[47]
- Badminton : Badminton Club Clissonnais[48]
- Canoë-Kayak : Canoë-Kayak de Clisson[49] qui propose des activités sportives toute l'année & des locations en période estivale au moulin de Plessard
- Rugby à XV : SAC Clisson Rugby[50]
- Basket-ball : L'étoile de Clisson Basket[51]
- Tennis de Table : TTC[52]
- Marche Nordique : racing Club Nantais Section Marche Nordique[53]
- Volley-ball : Volley Club Clisson[54]
- Handball : HBAl Clisson[55]
- Gymnastique Rythmique : G.R. CLISSONNAISE[56]

### La vie culturelle
Clisson dispose d'un cinéma Le Connétable et d'une médiathèque : la médiathèque Geneviève-Couteau

#### Hellfest

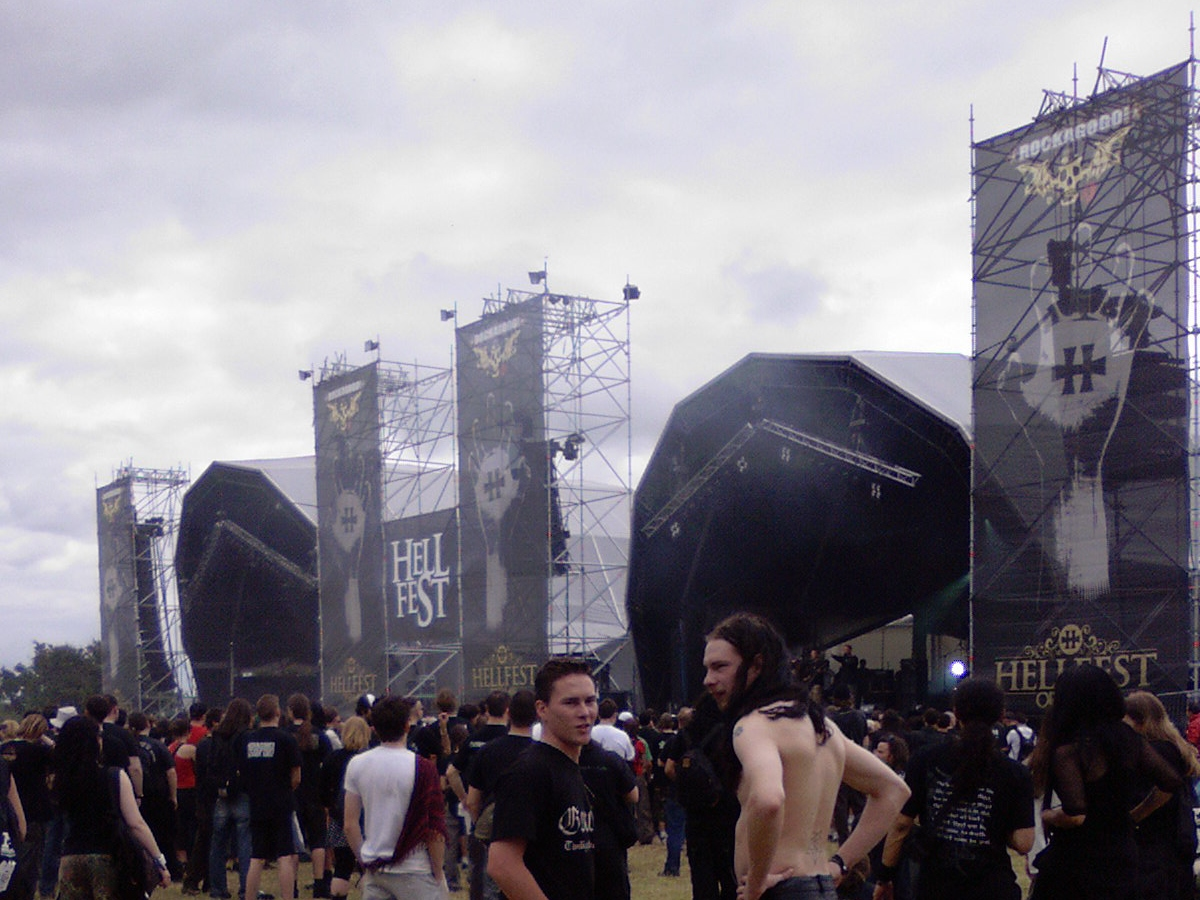
Le festival Hellfest.

Clisson accueille depuis 2006 le Hellfest, un des plus gros festivals de musique metal d'Europe. C'est le rendez-vous annuel d'environ 180 000 personnes sur quatre jours au mois de juin.
Il fait partie aujourd'hui des plus grosses manifestations d'Europe du genre et attire plus de 65 nationalités différentes. Depuis sa création, de nombreuses formations musicales sont venues jouer au Hellfest comme : Metallica, Aerosmith, Black Sabbath, Deep Purple, Iron Maiden, Guns N' Roses, Slash, KISS, Alice Cooper, Judas Priest, Mötley Crüe, Heaven and Hell, Motörhead, Scorpions, Slayer, Lynyrd Skynyrd, Manowar, Europe, Twisted Sister, ZZ top, Avenged Sevenfold, Dream Theater, Deftones et des centaines d'autres groupes plus ou moins connus d'un public averti.

#### Les Entretiens de la Garenne Lemot
Depuis 1994, se tiennent les Entretiens de la Garenne Lemot. Cet événement célèbre le retour à l'Antique et la transmission de l'héritage gréco-latin.

#### Festival: Les Italiennes de Clisson
Depuis 1996 se tient un festival de musique, de danse, de théâtre de rue, et de photographie sur le thème de Clisson et la culture italianisante : « Les Italiennes de Clisson ».

#### Festival: Montmartre à Clisson
Depuis 1996, le festival artistique "Montmartre à Clisson" se tient le premier week-end de juin. Organisé par l'office de tourisme du Vignoble de Nantes, il réunit un ensemble d'artistes (peintres, dessinateurs, modeleurs, photographes, etc.) qui réalisent leurs œuvres en plein air le samedi, et les exposent dans le centre historique de la ville le dimanche. Des prix sont décernés aux artistes du festival. En outre, de nombreuses animations sont organisées autour de cet évènement.

### Festival: Les ClisSonnantes
Depuis 2020, le festival de musique classique "Les ClisSonnantes" se déroule sur un week-end au mois d'octobre. Organisé par l'association "La Voie des Chœurs", à l'intiative de sa présidente Brigitte Sauvion, le festival connait un thème différent à chaque édition, comme le thème « Baroque Classique » lors de l'édition 2022. L'édition 2023 "Classique - Romantique" a accueilli plus de 2000 festivaliers avec notamment la première à Clisson du Requiem de W.A Mozart et la présence de la comédienne Marie Christine Barrault, marraine de l'édition pour le concert d'inauguration avec le pianiste et chef d'orchestre Nicolas Jounis, également directeur artistique du festival. L'édition 2024 se tourne vers les "Passions" autour des compositeurs et compositrices (Clara Schumann, Fanny Mendelssohn, Antonio Vivaldi, Edward Grieg...) et reçoit le soutien du chanteur Vianney. L'édition "Passions" bat un record de fréquentation avec plus de 3000 festivaliers.

## Architecture
L'architecture clissonnaise dénommée architecture rustique à l'Italienne est une architecture de bâtiments modestes inspirée des architectures rurales d'Italie centrale dans le cadre du projet artistique de Lemot dans son parc de la Garenne, celui de la recomposition d'une peinture de paysage historique. François-Frédéric Lemot et les frères Cacault au XIXe siècle, sont aidés en cela par les plans des architectes Mathurin Crucy (premier prix de Rome en 1764) et de François Léonard Seheult. Ils sont tombés sous le charme de Clisson et sont les premiers à reconstruire (Clisson fut durement touchée par la guerre de Vendée) selon le style italien d'abord avec le musée école des Cacault en 1805, puis, avec le modèle de la maison du jardinier de Lemot en 1815. Plusieurs personnalités des arts s'installent à Clisson, participant au courant de reconstruction et à l'émergence d'un foyer artistique important au XIXe siècle.

## Culture locale et patrimoine

### Lieux et monuments
La commune de Clisson fait l'objet d'une zone de protection du patrimoine architectural, urbain et paysager depuis le 25 avril 1994.

### Demeures et châteaux
- Le château de Clisson dont la construction a débuté au XIe siècle et s'est poursuivie au cours du XIIIe siècle, est classé au titre des Monuments historiques par décret du 13 août 1924, complété par une inscription en 2004[69].
- L'ancienne porte de ville, classée au titre des Monuments historiques par arrêté du 21 décembre 1984[70].
- Le domaine de la Garenne Lemot et sa villa (également sur les communes de Gétigné et Cugand), classé au titre des Monuments historiques en 1969 et 1986, puis inscrit au titre des Monuments historiques en 1988 et 2000[71].
- Le parc Henri-IV (en face de la Garenne Lemot), dans lequel le sculpteur Lemot fait ériger une colonne surplombée du buste d'Henri IV.

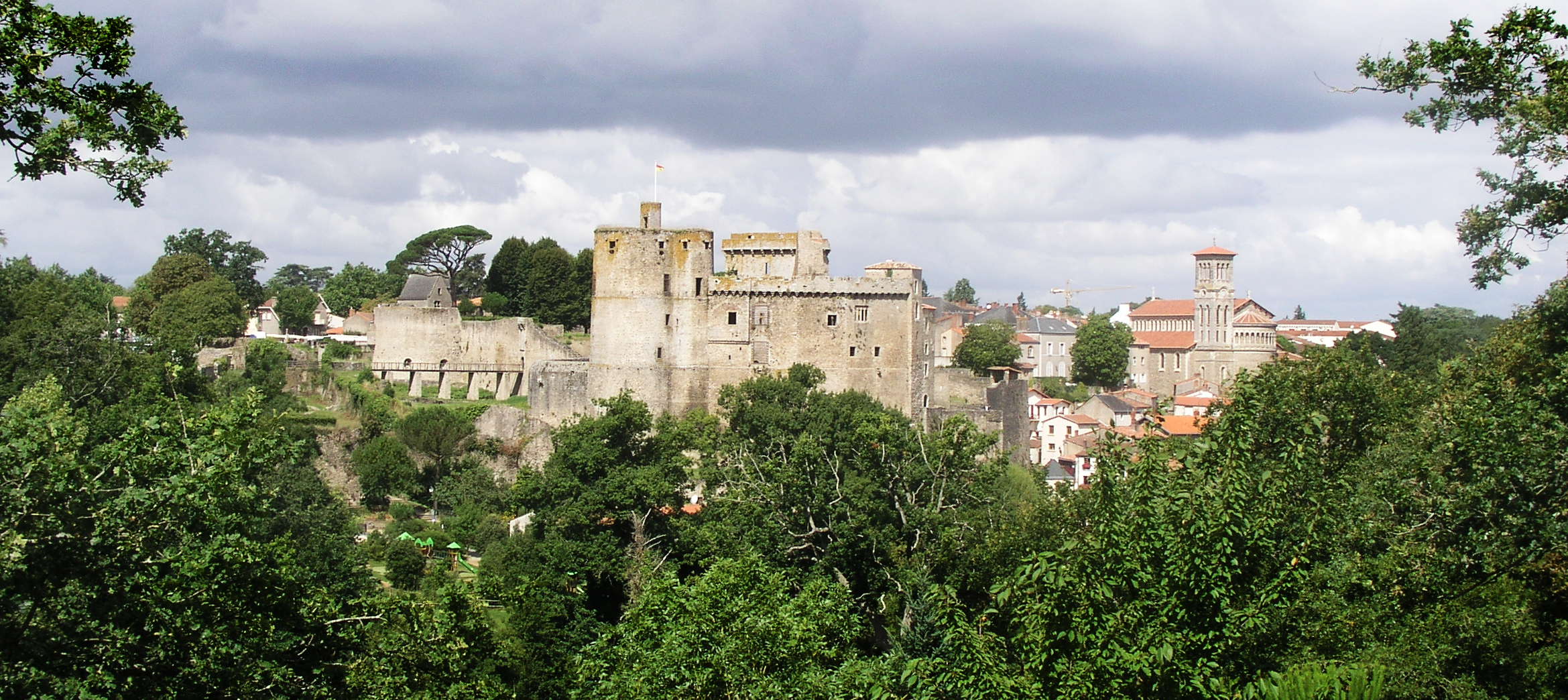
Le château et l'église Notre-Dame.
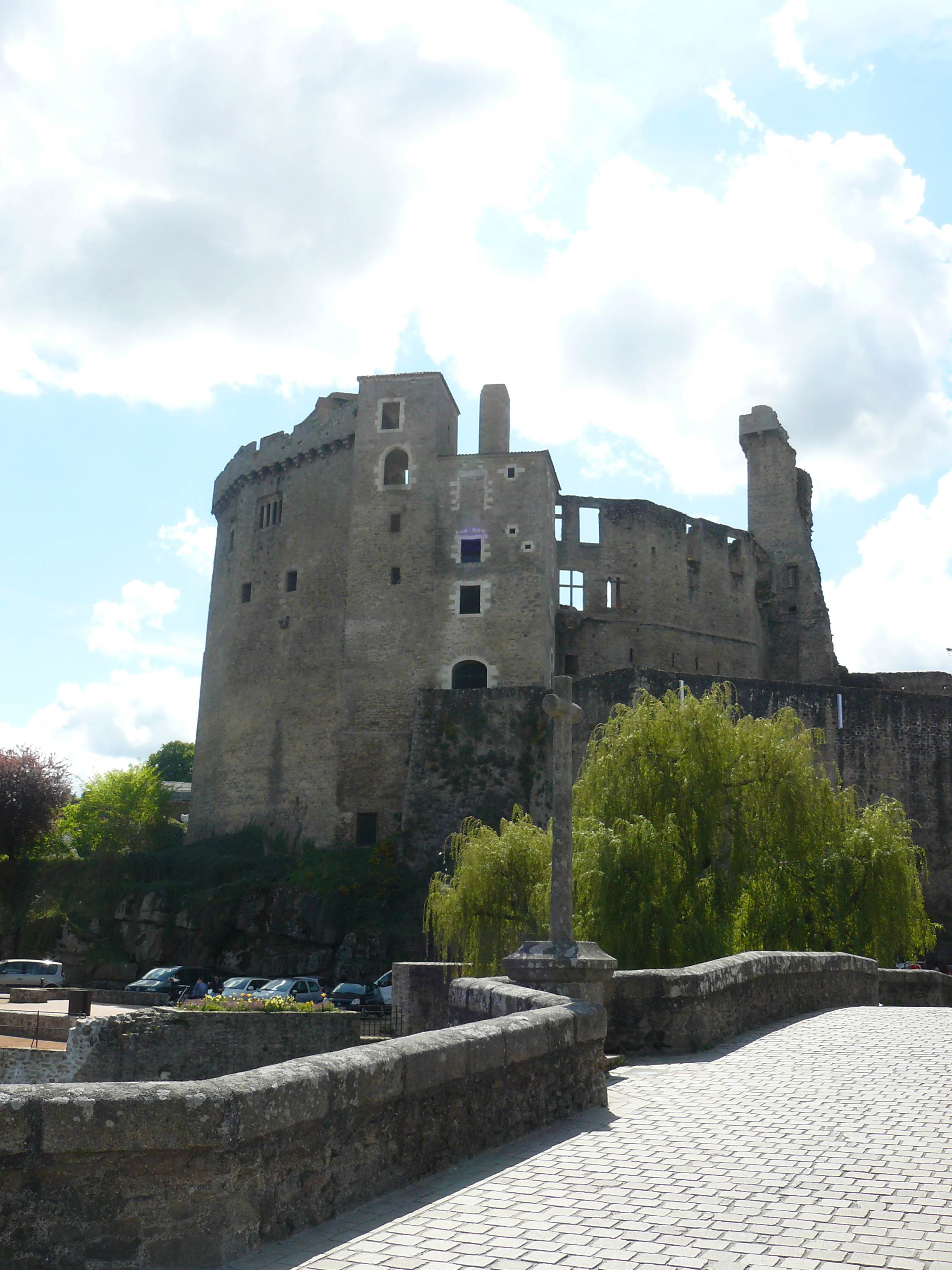
Le château de Clisson et le pont de la Vallée sur la Sèvre.

### Lieux de culte
- La chapelle des Templiers, église romane (fin du XIIe siècle) est un édifice templier. Aujourd'hui, le site accueille des expositions et des concerts. Elle est classée au titre des Monuments historiques par arrêté du 11 juillet 1975[72].
- L'église Saint-Jacques, du XIIe siècle, inscrite au titre des Monuments historiques par arrêté du 9 août 1941[73].
- L'église Notre-Dame, inscrite au titre des Monuments historiques par arrêté du 1er septembre 2006[74].
- L'église de la Trinité est à l'origine un prieuré bénédictin dépendant de l'abbaye Saint-Jouin de Marnes et de l'abbaye Saint-Martin de Vertou. Elle est inscrite au titre des Monuments historiques par arrêté du 18 mars 1997[75].
- Le temple de l'Amitié, inspiré du style grec antique de par son fronton triangulaire surmontant quatre colonnes doriques. François-Frédéric Lemot y est enterré.
- Le couvent des Cordeliers, fondé par les cordeliers au début du XVe siècle.

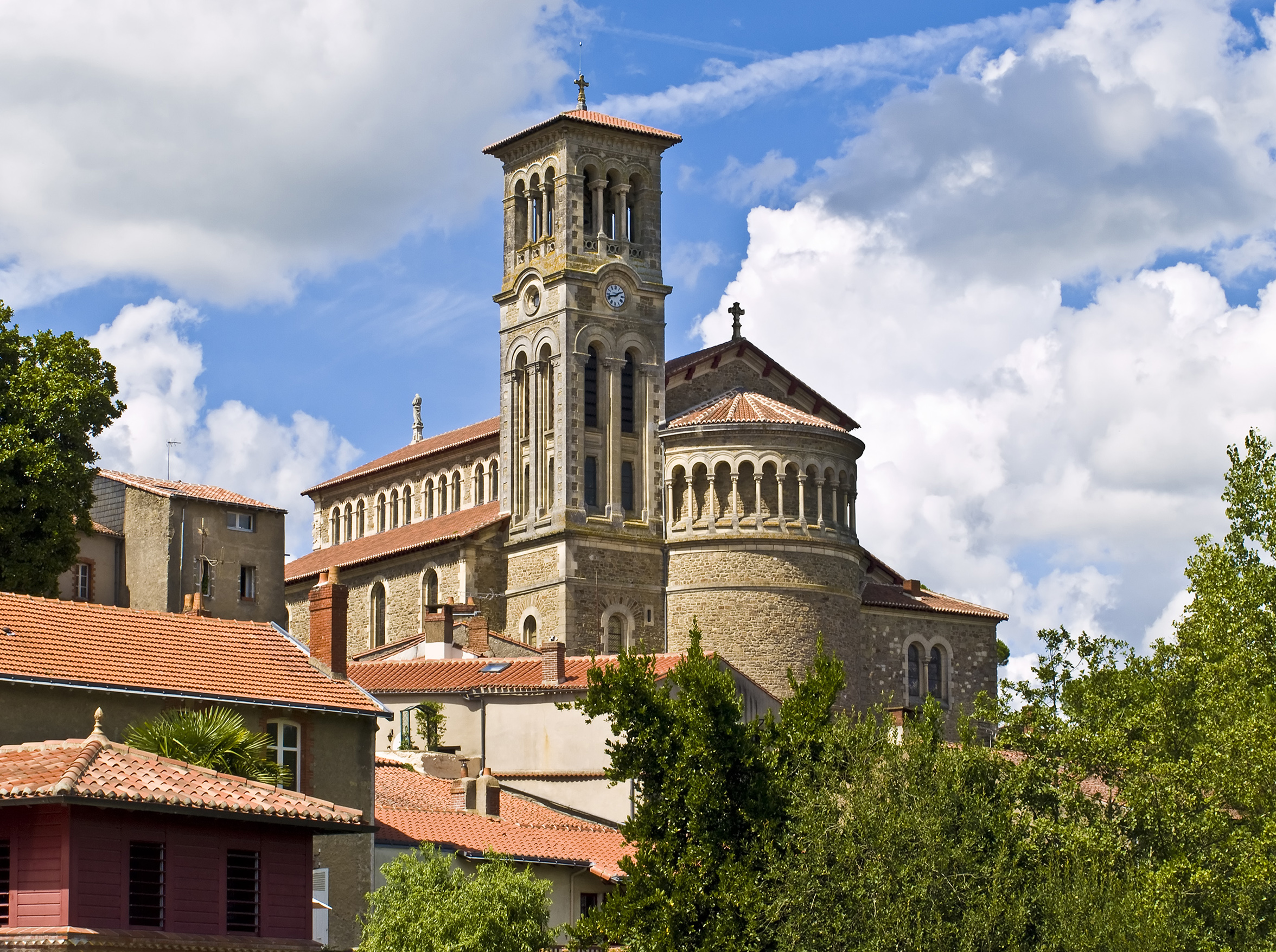
Église Notre-Dame.
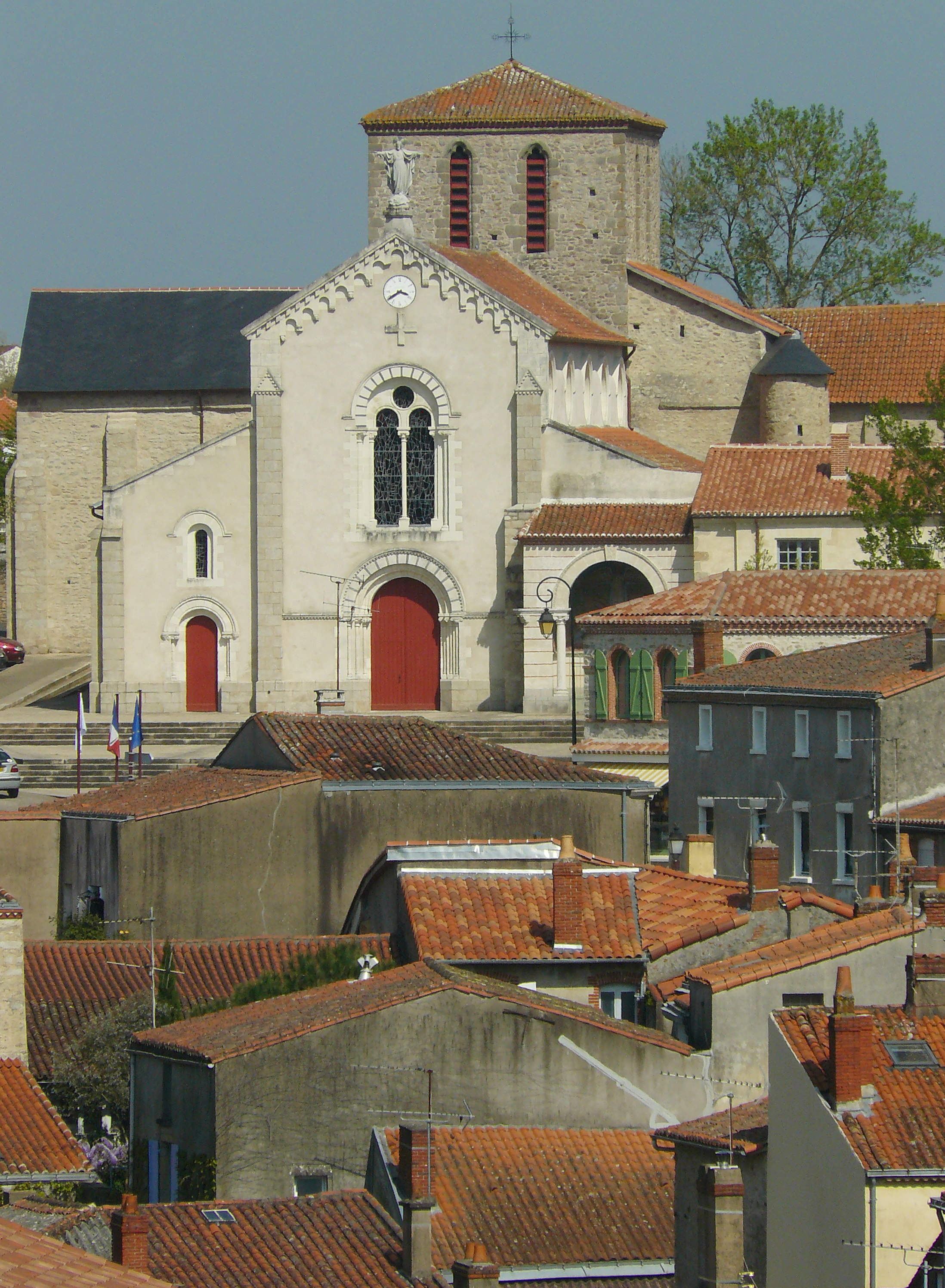
Église de la Trinité.
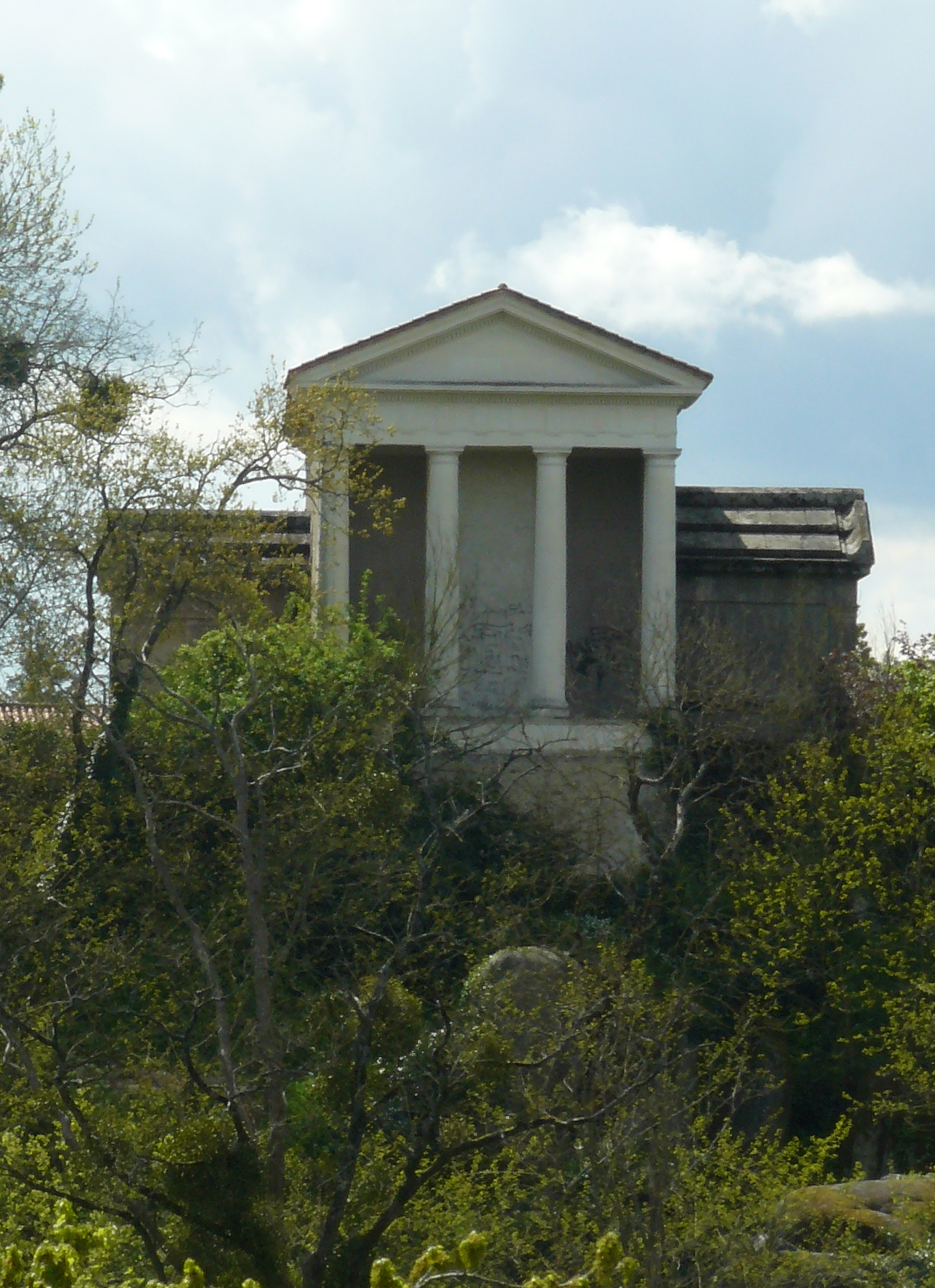
Temple de l'Amitié.

### Autres patrimoines
- Le pont de la Vallée, sur la Sèvre, datant du XVe siècle, est un pont en granit présentant six voies d'eau et cinq arches de dimensions inégales. Il est classé au titre des Monuments historiques par arrêté du 20 mars 1922[76].
- Le pont Saint-Antoine, sur la Moine, datant du XVe siècle, est classé au titre des Monuments historiques par arrêté du 18 mars 1922[77].
- Les halles de Clisson, datant du XIVe siècle, situées dans le centre, près du château. Elles sont parmi les plus vieilles de France. Elles accueillent le marché tous les vendredis, et le petit marché le mardi. Elles sont classées au titre des Monuments historiques par arrêté du 5 février 1923[78].
- Le moulin de Plessard (au fond du parc Henri-IV), abritant le club de canoë-kayak et une école de danse.
- Le viaduc de Clisson achevé en 1841 pour permettre le franchissement de la Moine par la route stratégique reliant Torfou à Clisson. La décision a été prise en 1832 après le soulèvement provoqué par la duchesse de Berry.
- Les vestiges des remparts de la ville avec notamment la porte Sud dite porte « Cabareau » ou « Cahareau » classée au titre des Monuments historiques par arrêté du 21 décembre 1984[70].
- Le patrimoine clissonnais compte également la découverte de l'un des plus importants dépôts monétaires français du XIXe siècle. Celui-ci a été mis au jour à la fin de l'année 2002. Il comprenait 1 645 écus d'argent, soit 45 kg du précieux métal, dissimulés vers 1836 dans un bâtiment annexe d'une ancienne exploitation viticole. Une partie de ce trésor est aujourd'hui conservée au musée Dobrée[79].
- Le pin parasol penché, « élément de paysage emblématique », traversant la rue et reposant sur le mur de la maison d'en face ; il est étayé par l'artiste sculpteur Jean-François Buisson grâce à une œuvre métallique financée par Hellfest Productions[80].

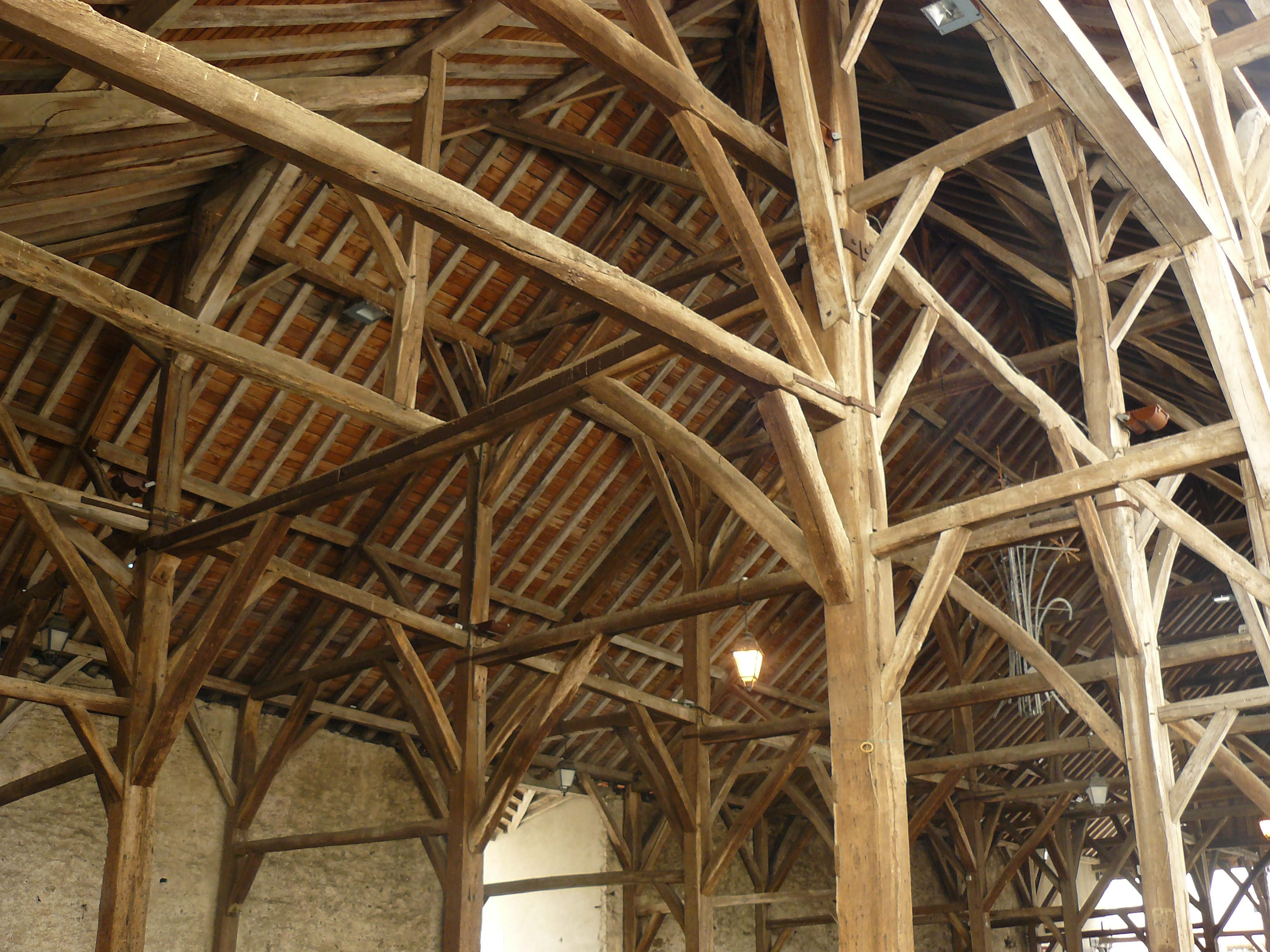
Les halles de Clisson.
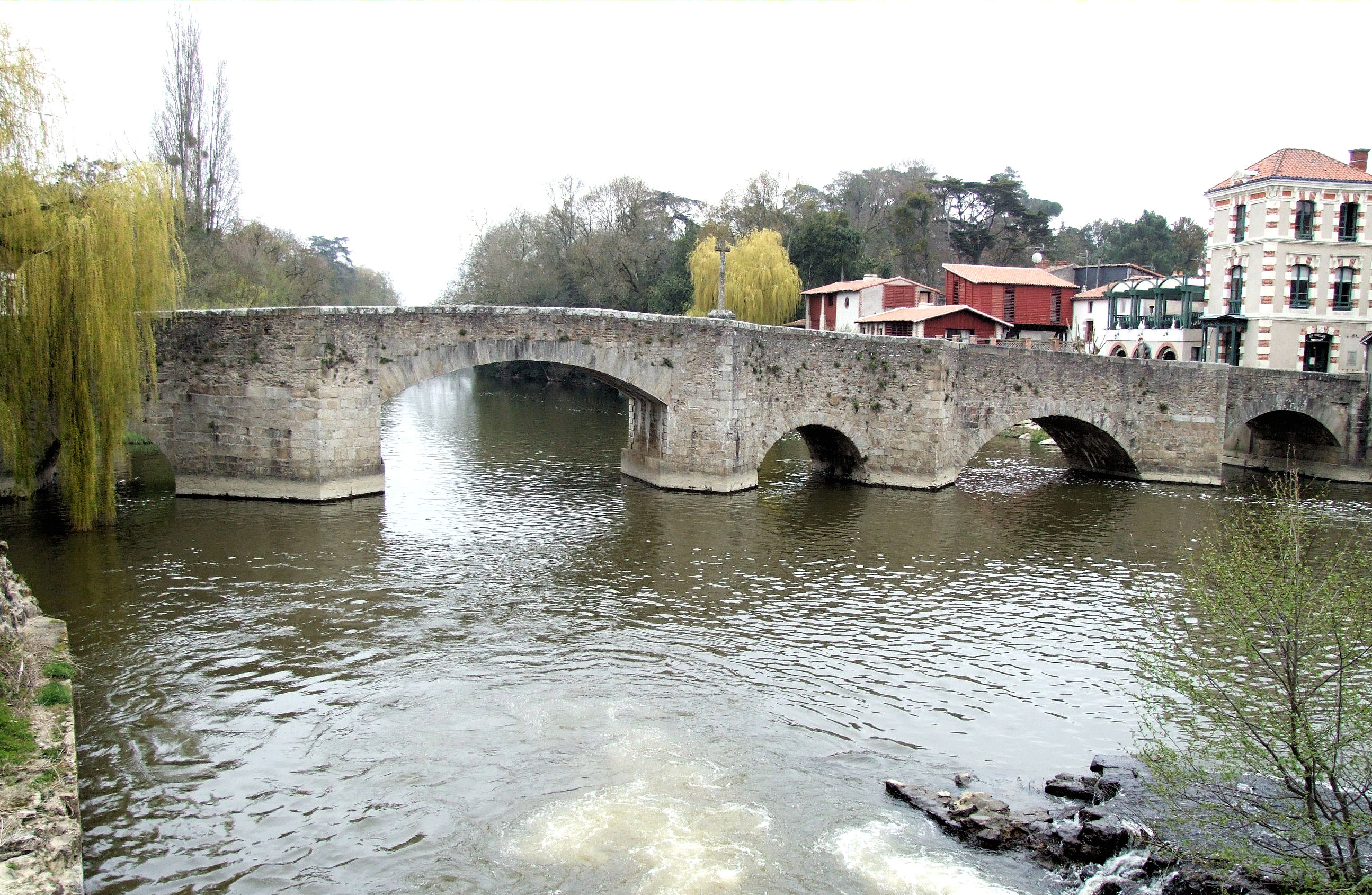
Pont de la Vallée.
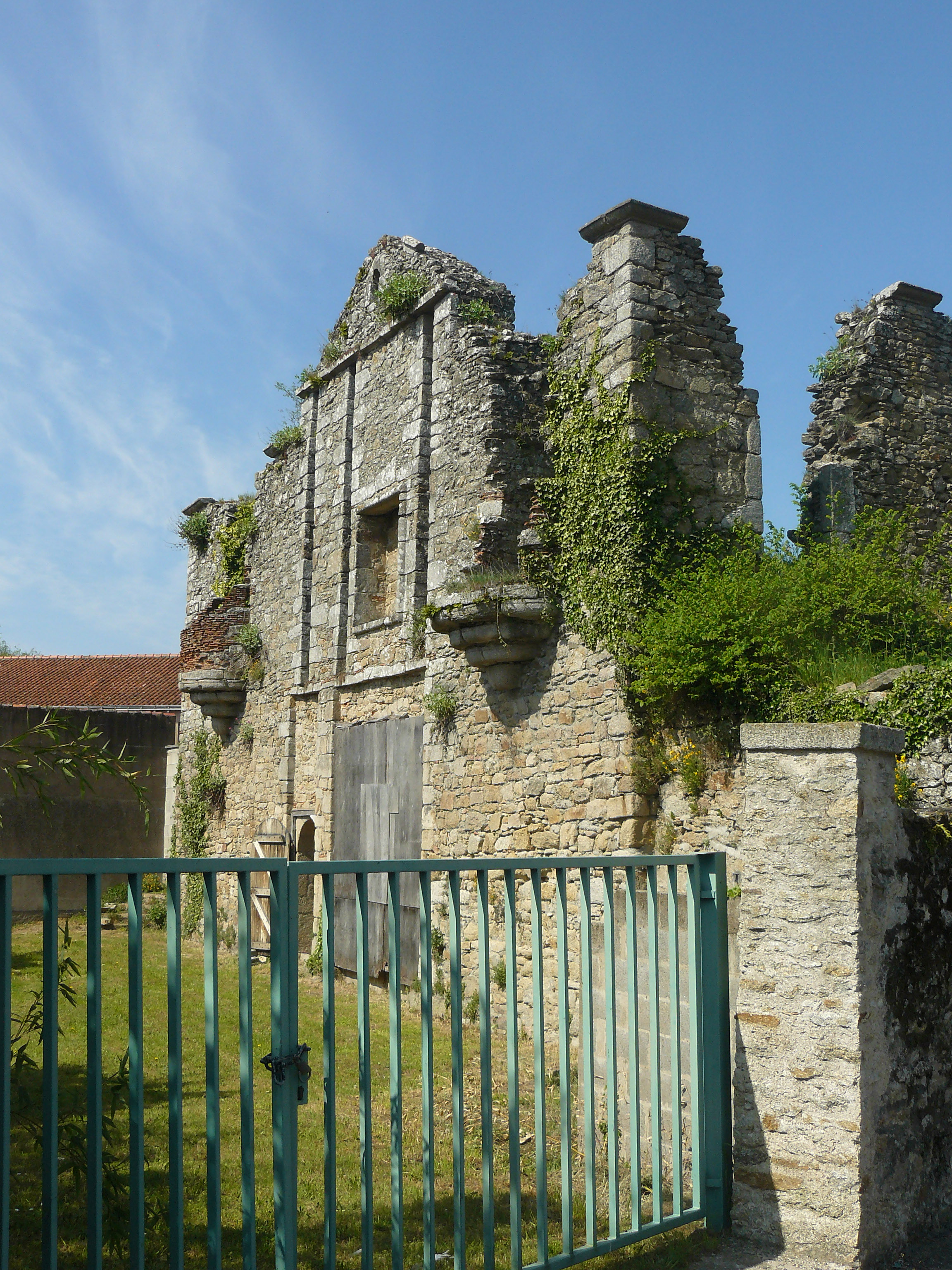
Ancienne porte Sud de la ville.
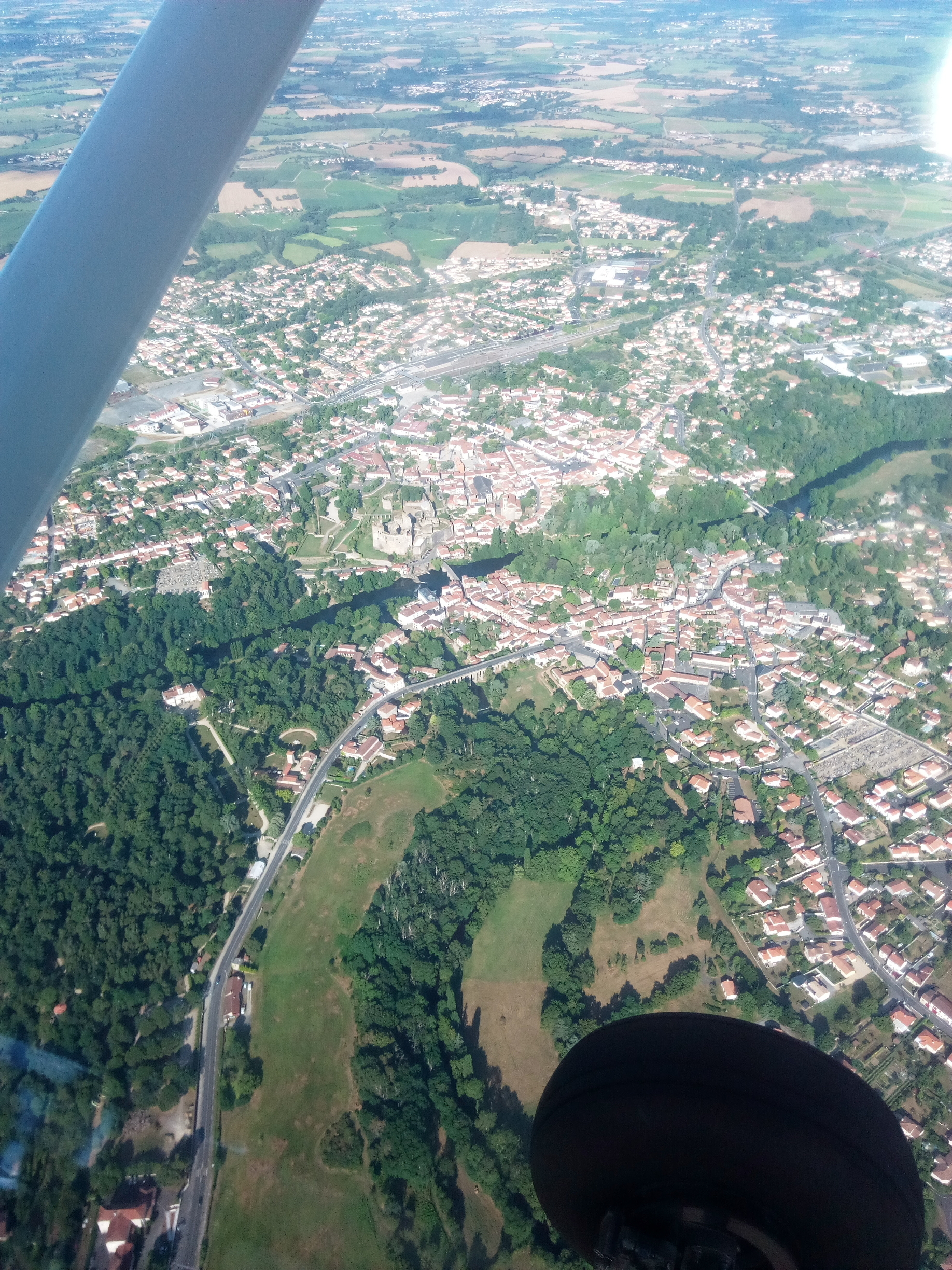
Clisson vue du ciel.
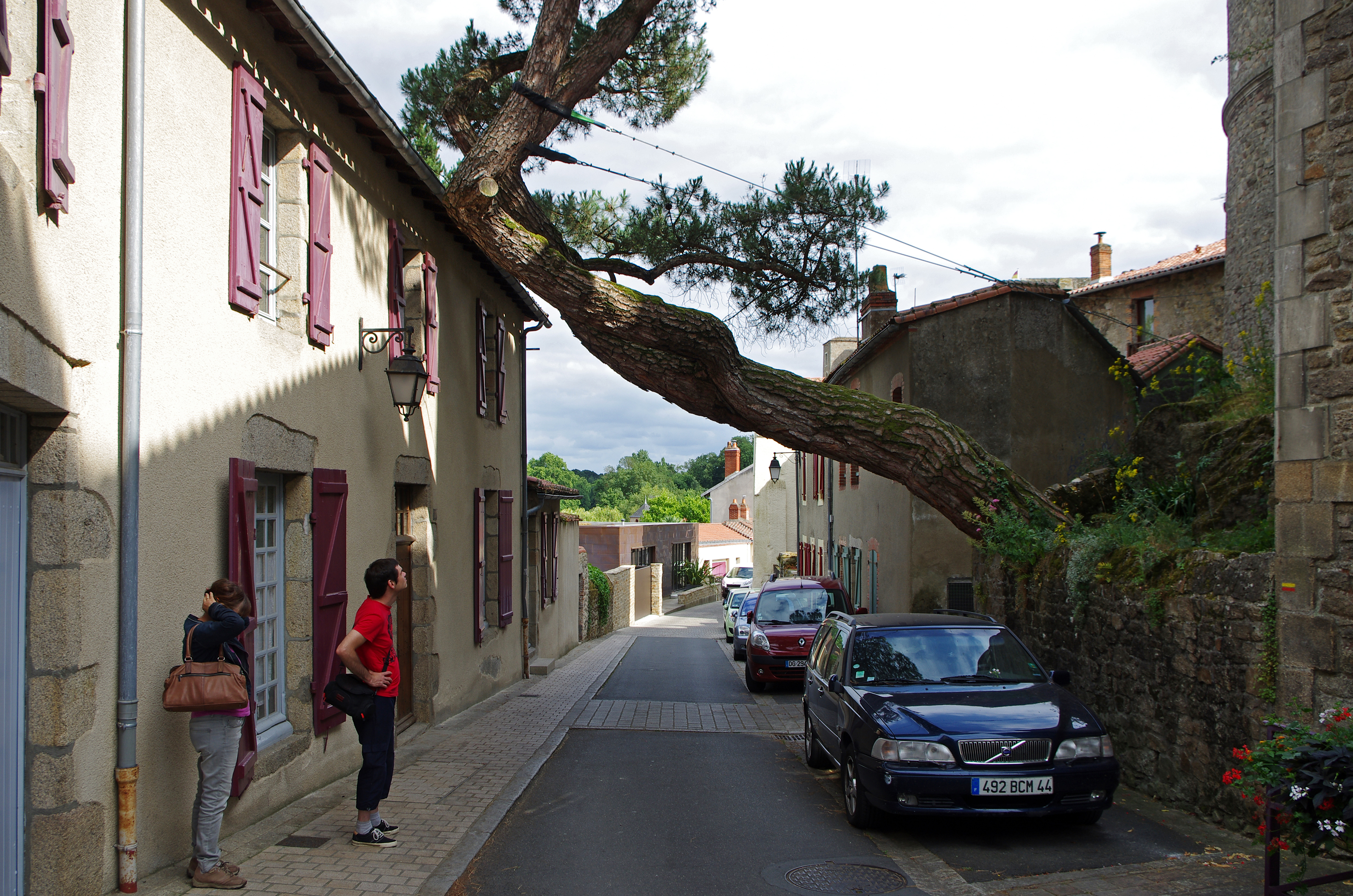
Le pin penché, avant l'étayage.

### Personnalités liées à la commune
- La famille des seigneurs de Clisson dont le plus illustre représentant fut Olivier V (1336-1407), connétable de France, est né au château.
- François Cacault (1743-1805), diplomate français.
- Frédéric Lemot (1772-1827), sculpteur français.
- Joseph Cheguillaume (1825-1897), manufacturier et homme politique.
- Alexis Lamouche (1875-1937), militaire.
- Les Frères Jacques (actifs de 1946 à 1982), quatuor vocal, cachés à Clisson durant la Seconde Guerre mondiale.
- Roger Séférian (1915-1942), résistant français, Compagnon de la Libération, né à Clisson.
- Pierre Viansson-Ponté (1920-1979), journaliste politique.
- Gaetano Di Martino (1922-2006), sculpteur italien installé en 1998 à Clisson alors qu'il expose à la Garenne-Valentin ; il y est mort et inhumé.
- Geneviève Couteau (1924-2013), artiste peintre, dont le nom a été donné à la médiathèque de la ville.
- Serge Danot (1931-1990), créateur du Manège Enchanté ; il produit ce programme à Cugand (commune voisine de Clisson) ; une rue porte son nom.
- Benjamin Barbaud, né à Nantes en 1981, créateur du Furyfest et du Hellfest.

## Clisson dans la culture
- La chanson La Blanche Hermine, composée et chantée par Gilles Servat, évoque la ville dans son refrain. Clisson est alors mentionnée avec la cité de Fougères, comme symbole des guerres féodales entre le duché de Bretagne et le royaume de France, ou bien comme références aux épisodes de chouannerie.
- La chanson Buvons vin de Clisson sur l'album Le Pélégrin du groupe rock folk Tri Yann célèbre le vin de la ville.
- La chanson Louxor, j'adore sur l'album Robots après tout de Philippe Katerine fait référence à l'ancienne discothèque « Le Looksor », située en périphérie de la ville, sur le site du Hellfest[81], et actuellement fermée pour travaux afin de devenir un bar-brasserie sous l'enseigne Mélusine[82].
- En 2017, le groupe Trust sort un album live enregistré au festival Hellfest.